# Dom zu Halberstadt

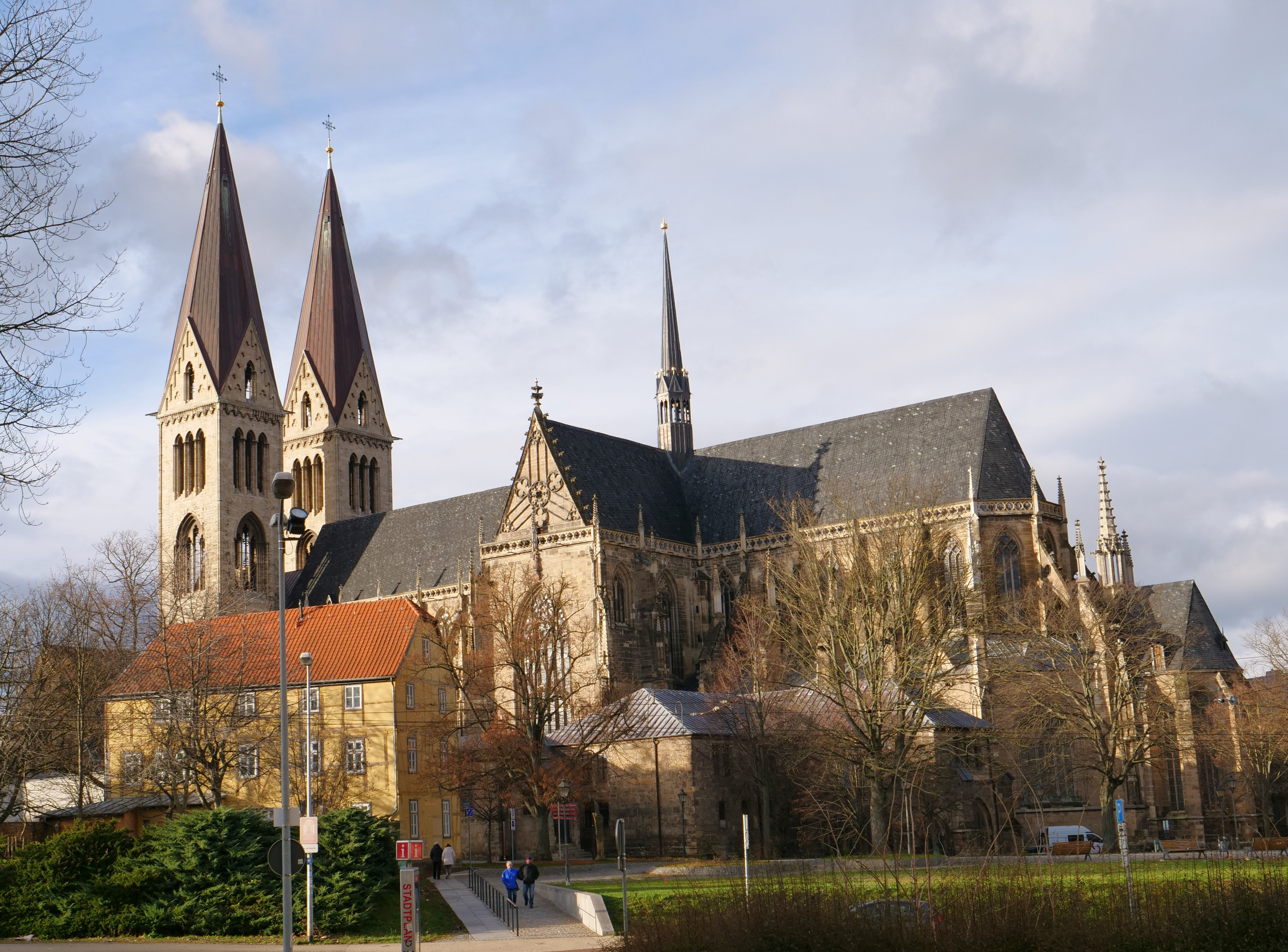
Domansicht aus Südosten (2024)

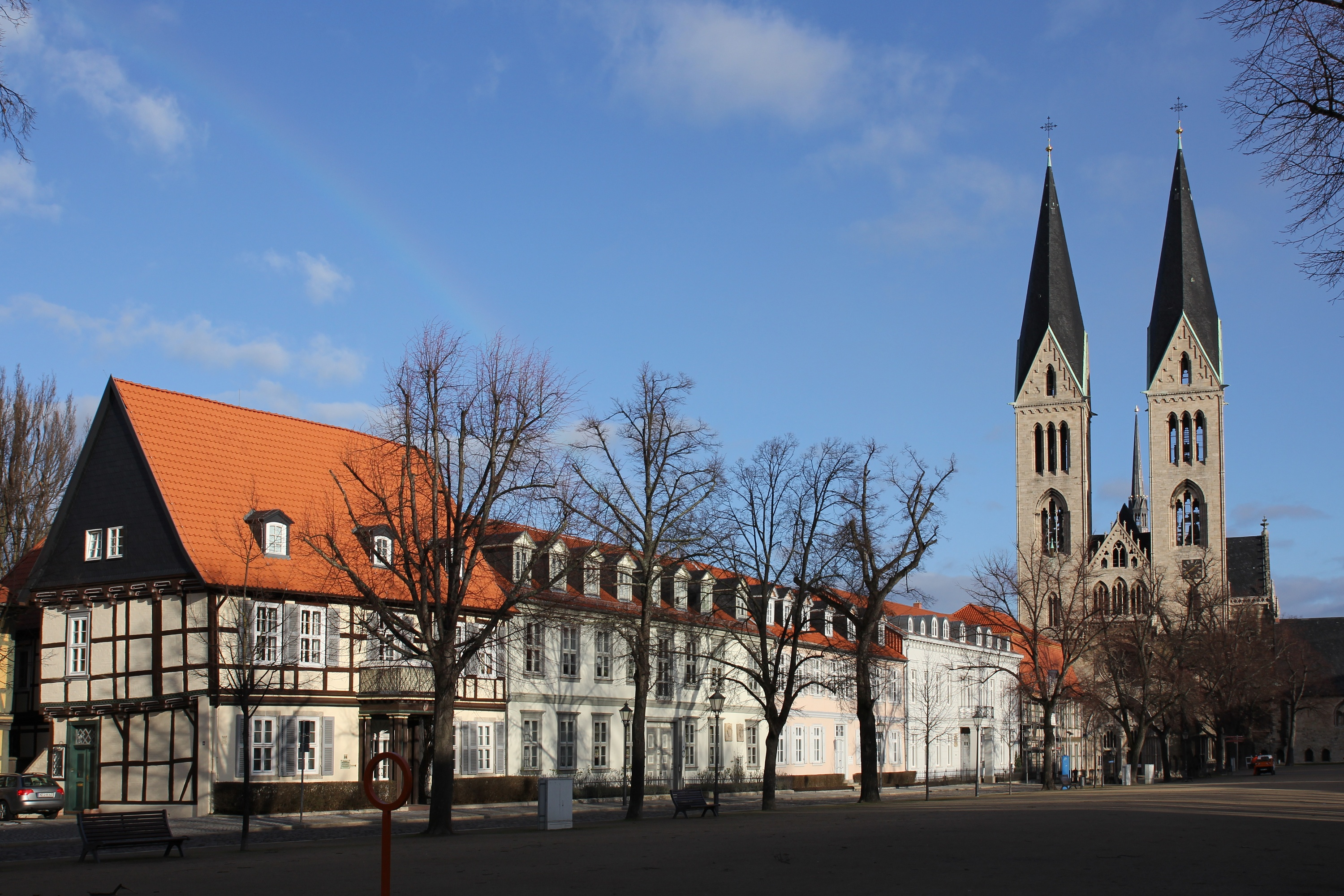
Domplatz, Blick nach Osten

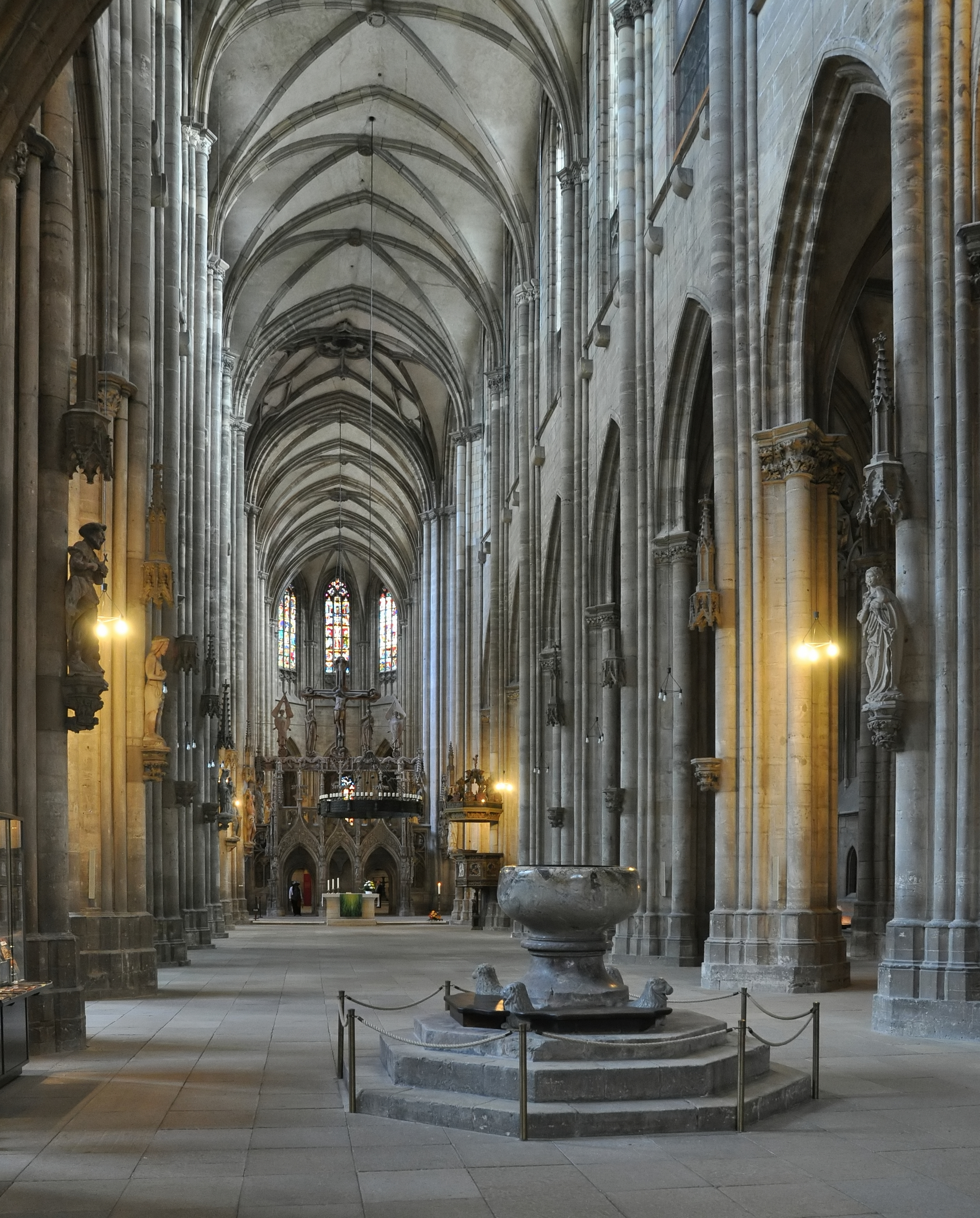
Innenansicht des Halberstädter Doms

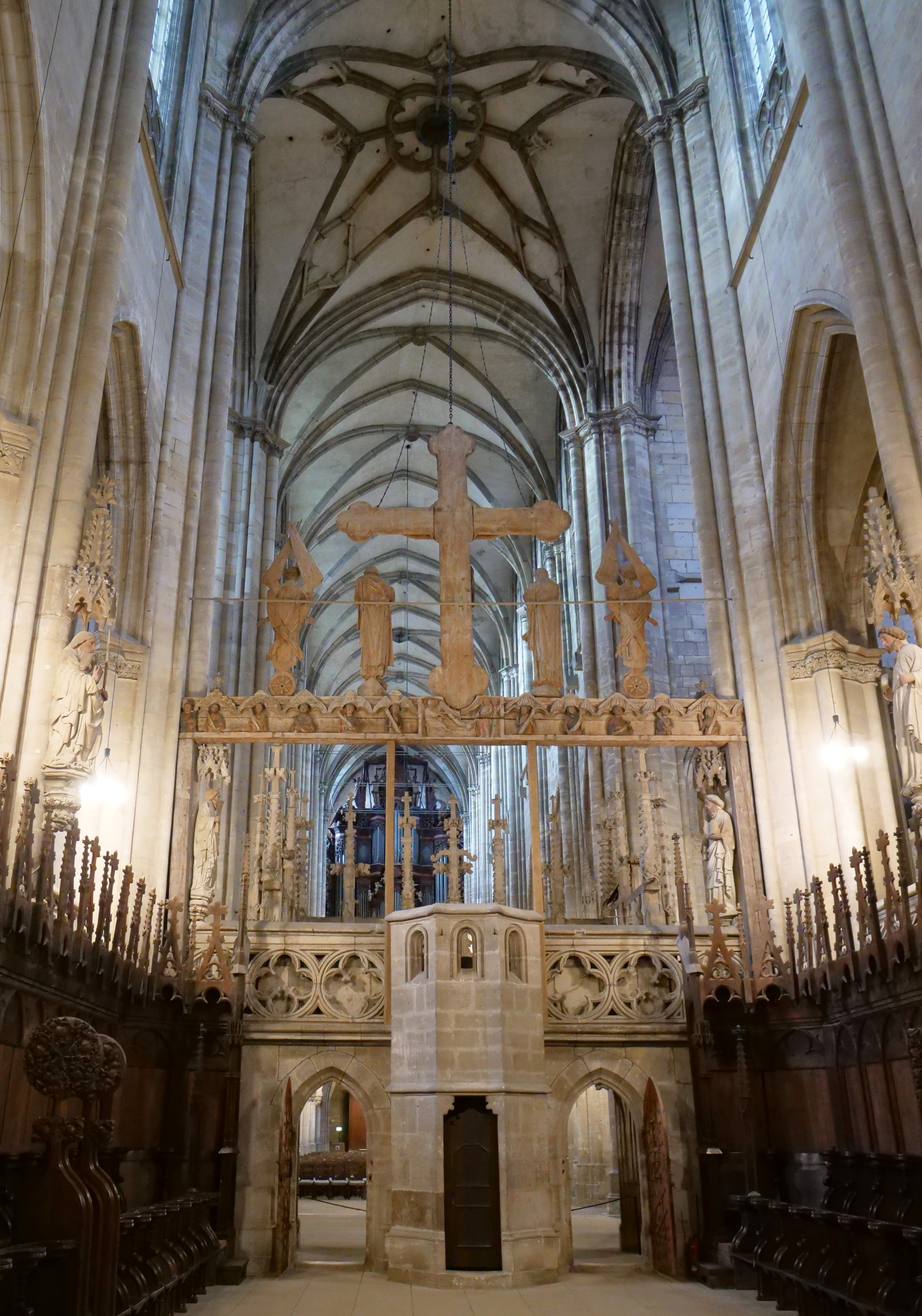
Chorgestühl, Lettner und Langhausgewölbe

Der Dom St. Stephanus und St. Sixtus in Halberstadt, eine vom 13. bis ins 15. Jahrhundert im Stil der nordfranzösischen Gotik errichtete kreuzförmige Basilika, die heute als evangelische Kirche dient, gilt als einer der wenigen großen Kirchenbauten des französischen Kathedralschemas in Deutschland. Er befindet sich inmitten eines Ensembles von romanischen, barocken, neogotischen und modernen Bauten am Rande des historischen Kerns der im nördlichen Harzvorland gelegenen Stadt. Er wurde im Zweiten Weltkrieg bei den Luftangriffen auf Halberstadt schwer beschädigt. Er befindet sich im Eigentum der Kulturstiftung Sachsen-Anhalt.

## Baugeschichte
Das Bistum Halberstadt wurde im 9. Jahrhundert als Missions- und Verwaltungsmittelpunkt im neu eroberten sächsischen Stammesgebiet errichtet.
Als erste Bischofskirchen dienten kleinere Steinbauten, denen ein 859 geweihter karolingischer Neubau in Form einer dreischiffigen kreuzförmigen Basilika folgte. Dieser Dom stürzte im Jahr 965 ein, unmittelbar danach begann der Bau des ottonischen Doms, der 992 geweiht wurde und schon fast die Ausmaße des späteren gotischen Neubaus erreichte. Im 10. Jahrhundert trat das nahe Magdeburg, das immer mehr als Zentrum ottonischer Herrschaftspolitik diente und in dem Otto I. 968 ein Erzbistum auf Kosten der hiesigen und der Merseburger Diözese installierte, zunehmend in Konkurrenz zu Halberstadt. Die (ottonische) Kathedrale wurde im Zuge der Zerstörung der Stadt 1179 durch Heinrich den Löwen schwer beschädigt, aber anschließend rasch restauriert und neu eingewölbt; die Weihe war 1220.
1209 begann das konkurrierende Magdeburger Erzstift mit dem Bau eines Domes, der stark von der Architektur der französischen Kathedralgotik beeinflusst war. Das Domkapitel Halberstadt beschloss nun seinerseits den sukzessiven Bau einer zeitgemäßen gotischen Kathedrale. Zudem machten steigende Pilgerzahlen infolge eines neuen Heiltumsschatzes veränderte Nutzungsanforderungen mit einem Umgangschor nötig.
Ungewöhnlicherweise begann man mit dem Westbau. Das Kapitel wollte den bestehenden Dom noch möglichst lange weiter nutzen, war doch noch kurz zuvor für die Einwölbung viel Geld investiert worden. Der Westbau verbindet die lokale spätromanische Bautradition mit den modernen frühgotischen Einflüssen, insbesondere der Architektur der Zisterzienser. Der obere Teil der heutigen Westfassade ist allerdings größtenteils dem 19. Jahrhundert zuzuordnen, ihre Gestaltung geht auf Otto Kilburger zurück.

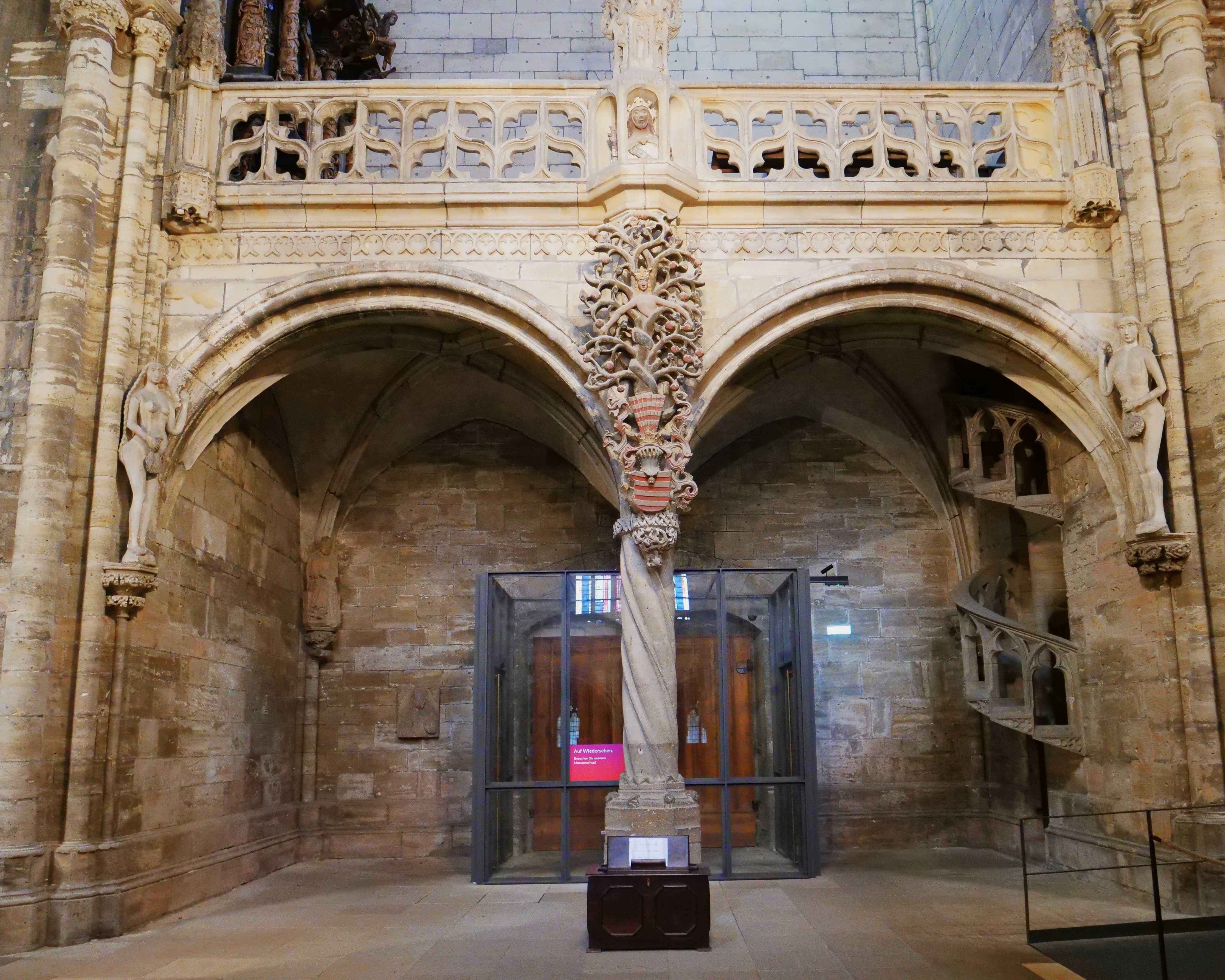
Emporengestaltung am Nordportal mit Eva (li.) und Adam (re.)

Um 1260 begann der Bau des hochgotischen Langhauses, dessen Dimensionen – wohl wieder als Konkurrenz zu Magdeburg, gegenüber der ursprünglichen Planung wesentlich gesteigert wurden. Das Mittelschiff erreicht die für damalige Verhältnisse beeindruckende Höhe von 27,0 m, die Seitenschiffe sind 14,0 m hoch. In dieser zweiten Bauphase errichtete man die ersten drei Joche des Langhauses und hielt den alten Dom dadurch funktionsfähig für die Gottesdienste. Im Gegensatz zu Magdeburg orientieren sich diese ersten Joche wesentlich näher an den französischen Vorbildern, besonders das offene Strebesystem ist hier voll entwickelt, allerdings in „deutscher“ Reduktion. Als Vorbild dürfte hier die Kathedrale von Reims gedient haben. Wegen der notorisch schlechten Finanzsituation des Domkapitels zog sich der Bau über etwa 50 Jahre hin.
Um den alten Dom weiter zu nutzen, begann man um die Mitte des 14. Jahrhunderts am entgegengesetzten Ende mit der Errichtung der Marienkapelle. Um 1350 erfolgten die Abbrucharbeiten für den Chorbau, der sich an den Maßverhältnissen der westlichen Langhausjoche orientierte. Dieser Bauabschnitt dauerte wiederum etwa 60 Jahre bis zur Weihe im Jahre 1401. Kurz danach begannen die Bauarbeiten für die fehlenden gotischen Ostjoche des Langhauses und das Querhaus. 1491 konnte die gesamte Kathedrale geweiht werden. Als letzte spätgotische Ergänzung wurde 1514 der neue Kapitelsaal fertiggestellt (Gewölbe 1945 zerstört).
Bischof Heinrich Julius führte 1591 am Halberstädter Dom die protestantische Lehre ein, wobei er es allerdings den Domherren freistellte, im katholischen Glauben zu verbleiben oder dem protestantischen beizutreten. Auch führte er eine gemeinsame Liturgie für die Stundengebete ein. In der Folge lebten und beteten protestantische und katholische Geistliche gemeinsam im Dom. Das gemischt konfessionelle Domkapitel hielt sich über den Dreißigjährigen Krieg hinaus. Erst nach seiner Aufhebung im Zuge der Säkularisation im Jahre 1810 wurde der Dom zur evangelischen Pfarrkirche.

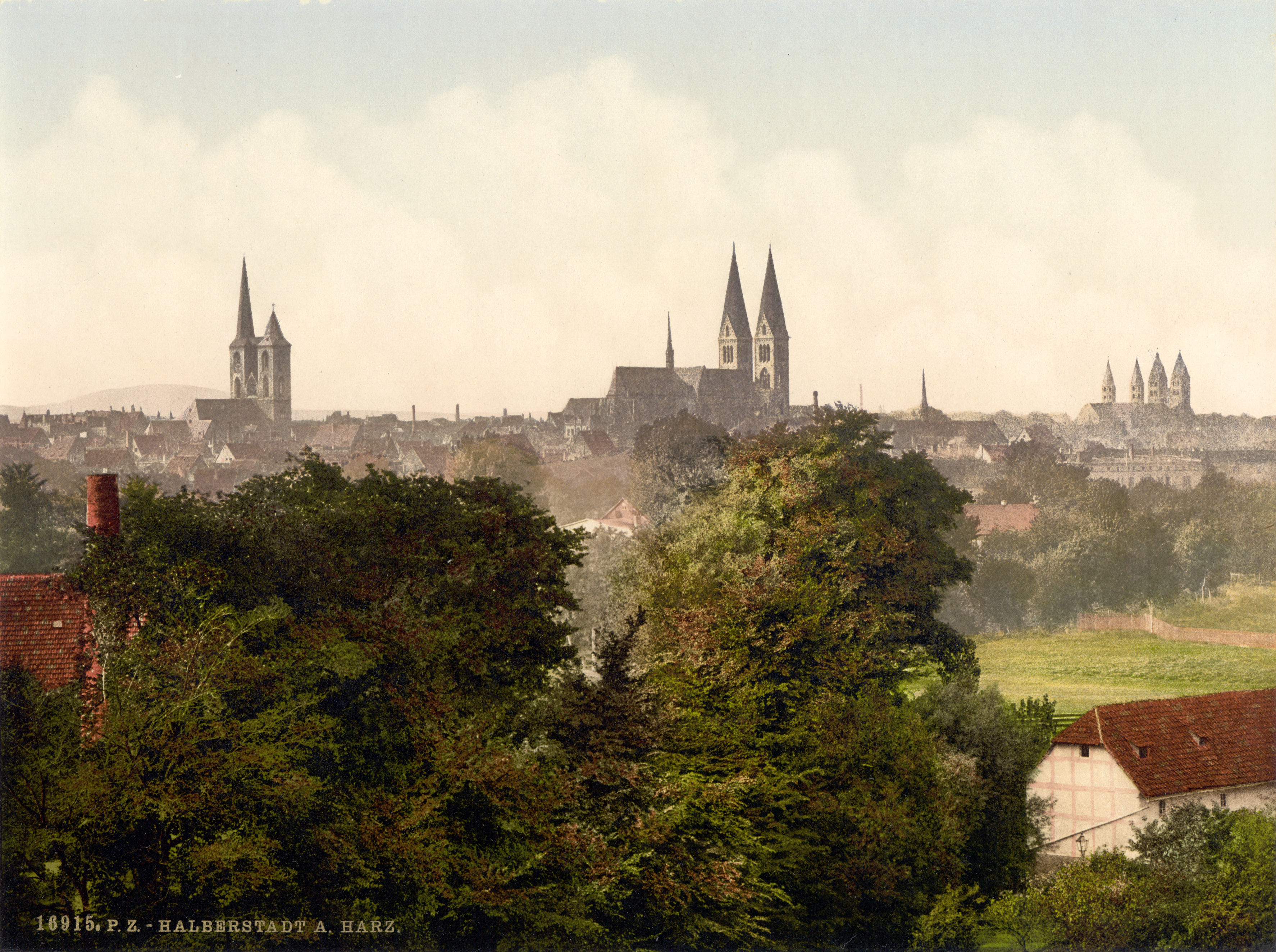
Blick von Nordosten auf Halberstadt (vor 1900), mit den Hauptkirchen Martinikirche (links), Dom und Liebfrauenkirche

Die folgenden Jahrhunderte – bis zum Ende des Zweiten Weltkrieges – bewahrten im Wesentlichen das mittelalterliche Erscheinungsbild; die größte Baumaßnahme war hier die erwähnte Neuaufmauerung der Westtürme.
Der 8. April 1945 brachte schließlich den Untergang des alten Halberstadt mit seinen über tausend erhaltenen Fachwerkhäusern. Auch der Dom wurde von zwölf Bomben schwer getroffen. Unter anderem war das Dach über dem Chor und dem Querschiff völlig zerstört, während die Turmhelme stehengeblieben waren. Die Glasmalereien sowie die meisten Kunstwerke überstanden die Bombardements dank einer vorherigen Auslagerung. Während die Altstadt nach dem Krieg weitgehend dem Verfall preisgegeben wurde, unternahm die DDR-Denkmalpflege umfangreiche Maßnahmen zur Sicherung und Wiederherstellung der großen gotischen Kathedrale:
Unter anderem erfolgten sehr aufwändige Stabilisierungsmaßnahmen an den drei zuerst, zwischen 1250 und 1276 errichteten Strebepfeilern an der Nordseite. Diese waren damals, mangels Erfahrungen in der Dimensionierung von Strebewerk, noch sehr schlank gebaut worden (die später errichteten Pfeiler des Domes sind kräftiger). Das Pfeilerinnere war nicht massiv, sondern als Gussmauerwerk mit Mörtel und Kalkschutt ausgeführt. Zudem verminderte Sulfattreiben im Kalkmörtel die Tragfähigkeit der Pfeiler. Sie waren von Rissen durchzogen, es drohte aufgrund ihrer Schlankheit und eines ungleichmäßigen Kräfteeintrags ein seitliches Ausknicken und somit ein Teileinsturz des Kirchenschiffs.
Zuerst wurden in den 1950er Jahren Zementinjektionen eingebracht, um das 700 Jahre alte, angegriffene Fugenmaterial zu stabilisieren. Weil das nicht ausreichte, tauschte man dann in den 1960er bis 1980er Jahren ganze Bereiche der Pfeiler aus. Hierzu mussten massive Stahlkonstruktionen, welche das Langhaus und die Gewölbe temporär als Pfeilerersatz abfingen, aufgestellt und verankert werden.
Die Restaurierung wurde nach der Wende fortgesetzt.
Am 15. September 2010 wurde die Rekonstruktion des seit 1945 fehlenden Dachreiters über der Vierung abgeschlossen.

## Beschreibung

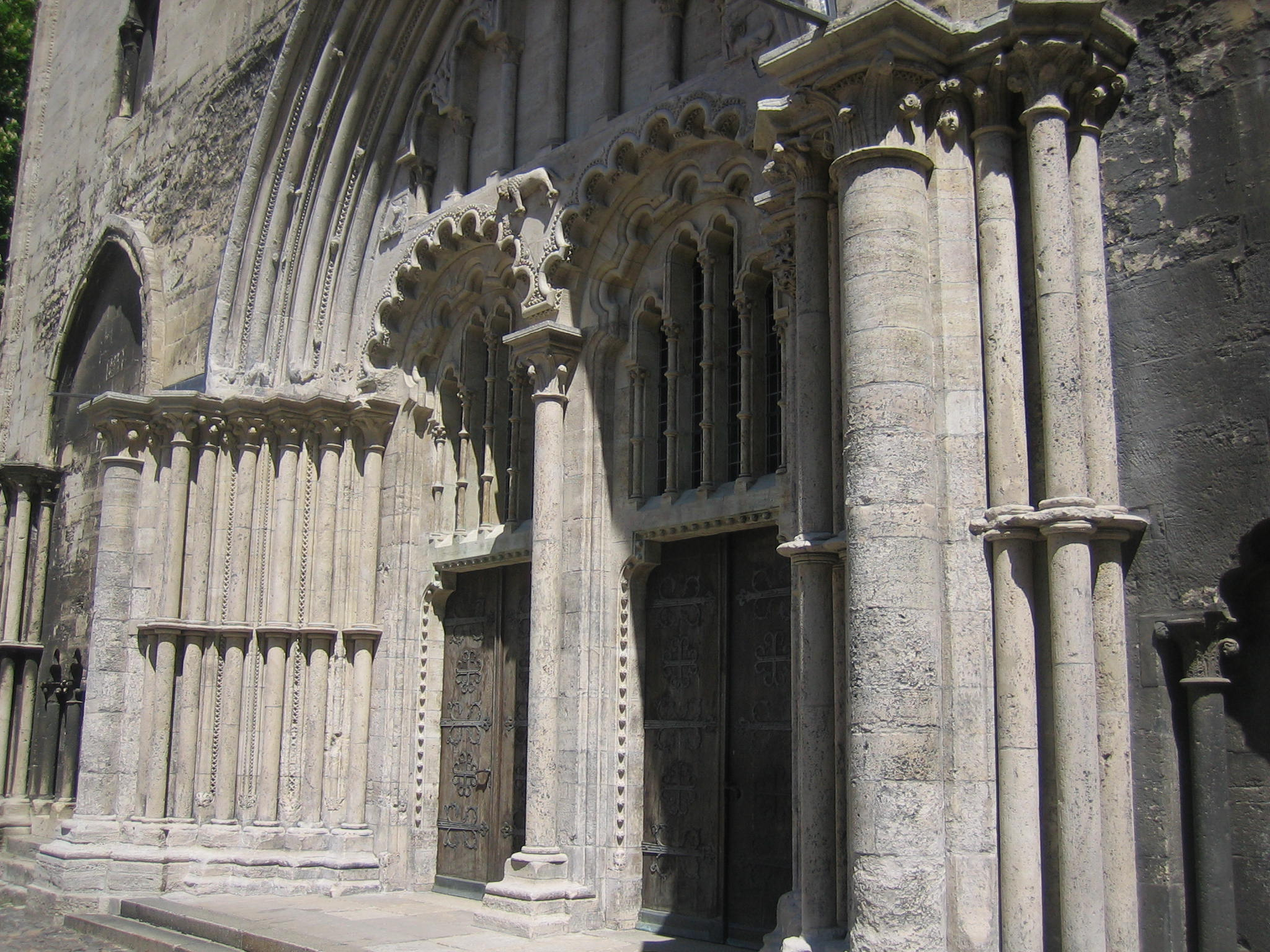
Frühgotisches Erdgeschoss der Westfassade

Der Dom ist eine langgestreckte, dreischiffige, hoch- bis spätgotische Basilika über kreuzförmigem Grundriss. Südlich schließen sich die Klausurgebäude mit dem vierflügeligen Kreuzgang, dem Remter und der Neuenstädter Kapelle an. Die eindrucksvolle Doppelturmfront des Westbaues musste gegen Ende des 19. Jahrhunderts teilweise abgetragen und neuerrichtet werden. Der untere Teil mit dem frühgotischen Hauptportal, das eine auf wenige Symbole reduzierte Weltgerichtsdarstellung zeigt, ist jedoch noch weitgehend original. Zu sehen ist ein Löwe mit Beute im Maul und unter dem Bogenscheitel des Doppelportals ein Brustbild des Weltenherrschers, das von den Dreipassblenden zweier Engel und von vier Evangelistensymbolen flankiert ist. In den überfangenden Archivolten finden sich, ebenso wie zwischen den Gewändesäulen, winzige Köpfe.
Der Typus der klassischen französischen Kathedrale wurde in Deutschland nur bei wenigen Großbauten so konsequent übernommen, wie es hier der Fall ist. Besonders das offene Strebewerk trägt zu diesem Gesamteindruck bei, wenn auch die Einzelformen gegenüber den Vorbildern deutlich reduziert wurden. Die Strebebögen wurden in Halberstadt nur einfach ausgeführt, während französische Dome meist doppelte oder gar dreifache Strebesysteme aufweisen. Durch dieses offene Strebewerk wirkt der Halberstädter Dom auf Betrachter moderner und prächtiger als der Magdeburger Dom, bei dem vollständig auf dieses typische Kennzeichen einer gotischen Kathedrale verzichtet wurde. Im Unterschied zu den französischen Kathedralen ist auch der Wandaufriss vereinfacht ohne Triforium gestaltet; dieses wird nur durch Blendmaßwerk unter den Obergadenfenstern angedeutet.

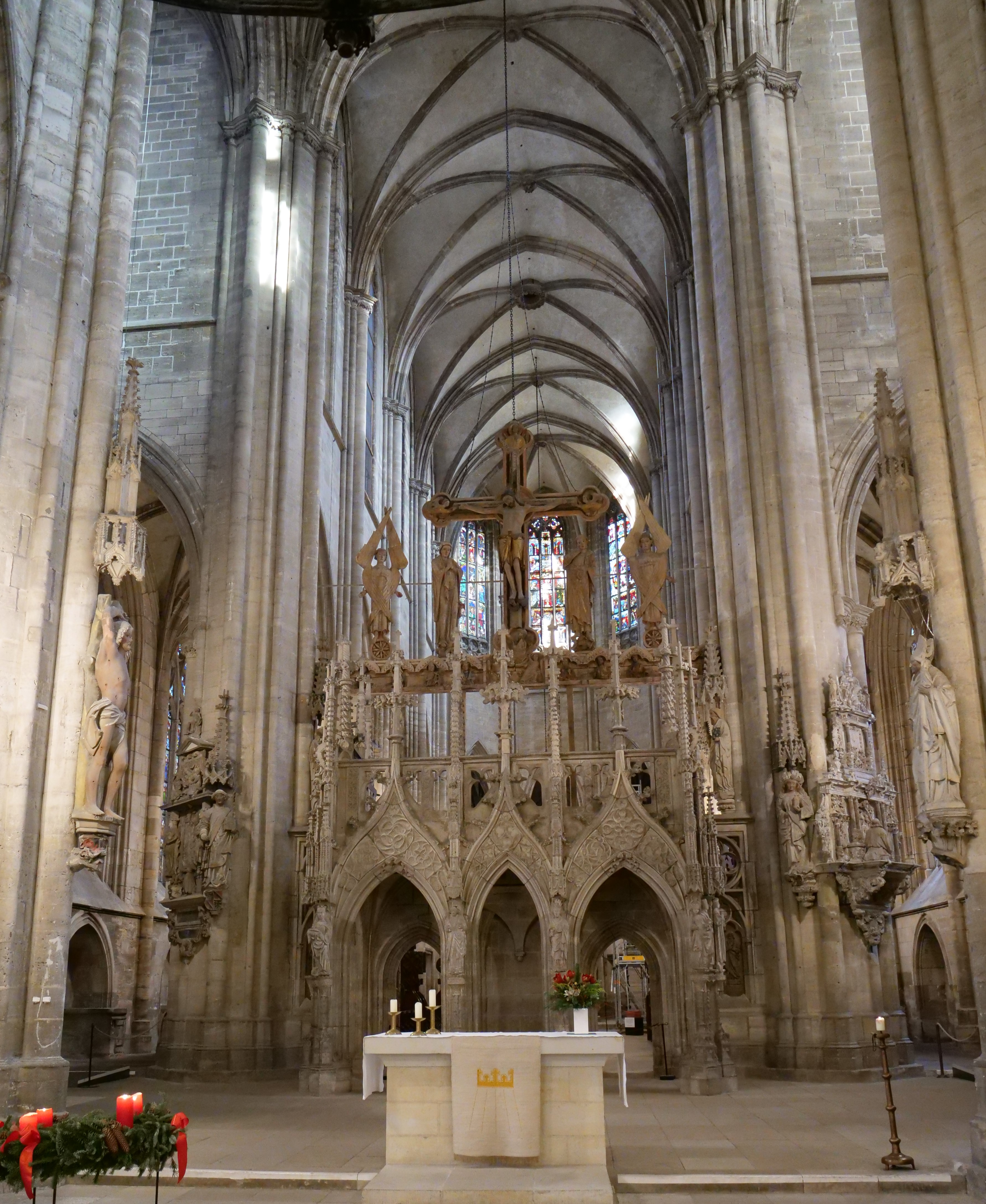
Altar, Lettner und Chor

Der Innenraum blieb von nachmittelalterlichen Veränderungen weitgehend verschont. Der überwiegend mit einfachen Kreuzrippen eingewölbte Sakralraum weist nur in den Seitenschiffen und dem Querschiff reichere (spätgotische) Gewölbeformen auf. Chor und Gemeinderaum werden durch einen spätgotischen Lettner getrennt. Das Querschiff ist innen im Norden und im Süden je mit einer zweijochig unterwölbten spätgotischen Empore versehen, im Süden ist es über den Kreuzgang hinaus verlängert. Die Brüstungen der Emporen wurden erst um 1470 geschaffen, ebenso die Skulpturen: an der Nordempore naive Darstellungen von Adam und Eva, über der Säule eine Darstellung des Paradiesbaumes mit der Schlange und ein Tabernakel mit der Darstellung von Gottvater. Außen ist am Nordquerhaus ein Portal aus der Zeit um 1440 eingebaut, das im Tympanon ein Relief mit dem Marientod zeigt; in den Archivolten sind Apostel und Propheten dargestellt. Darüber ist ein mächtiges Kruzifix ohne Korpus mit Evangelistensymbolen an den Enden eingefügt, die Restflächen sind mit Rechteckblenden und Stabwerk gegliedert. Im Innern sollte auf der Nordquerhausempore offenbar die mittelalterliche Orgel aufgestellt werden. Darüber ist das breite, kurze Maßwerkfenster eingebaut. Am Südquerhaus ist das riesige Fenster bis nach unten verlängert; beide Querhausfenster sind mit reichem Maßwerk verziert. An den Motiven dieses Maßwerks („Rose mit hängenden Blütenblättern“) ist der Einfluss von mittelalterlichen Plänen für die Doppelturmfassade des Regensburger Doms erkennbar.
Wie bei den französischen Vorbildern sind die Seitenschiffe als Umgang um den Hochchor herumgeführt, auf einen Kapellenkranz wurde allerdings – bis auf die Scheitelkapelle (Marienkapelle) – verzichtet, stattdessen sind nur schlichte rundbogige Nischen vorhanden, in denen ehemals die zahlreichen Nebenaltäre aufgestellt waren. Die Marienkapelle ist ein Bauteil mit eigenständiger Gestaltung und einem zierlichen steinernen Dachreiter, der mit Krabben und kleinen Wasserspeiern ausgestattet ist. Auch im Innern fällt die Kapelle durch die besonders fein ausgebildeten Maßwerkfenster und die Dienstbündel auf, die kämpferlos in die Gewölberippen übergehen.

### Klausur und Kreuzgang

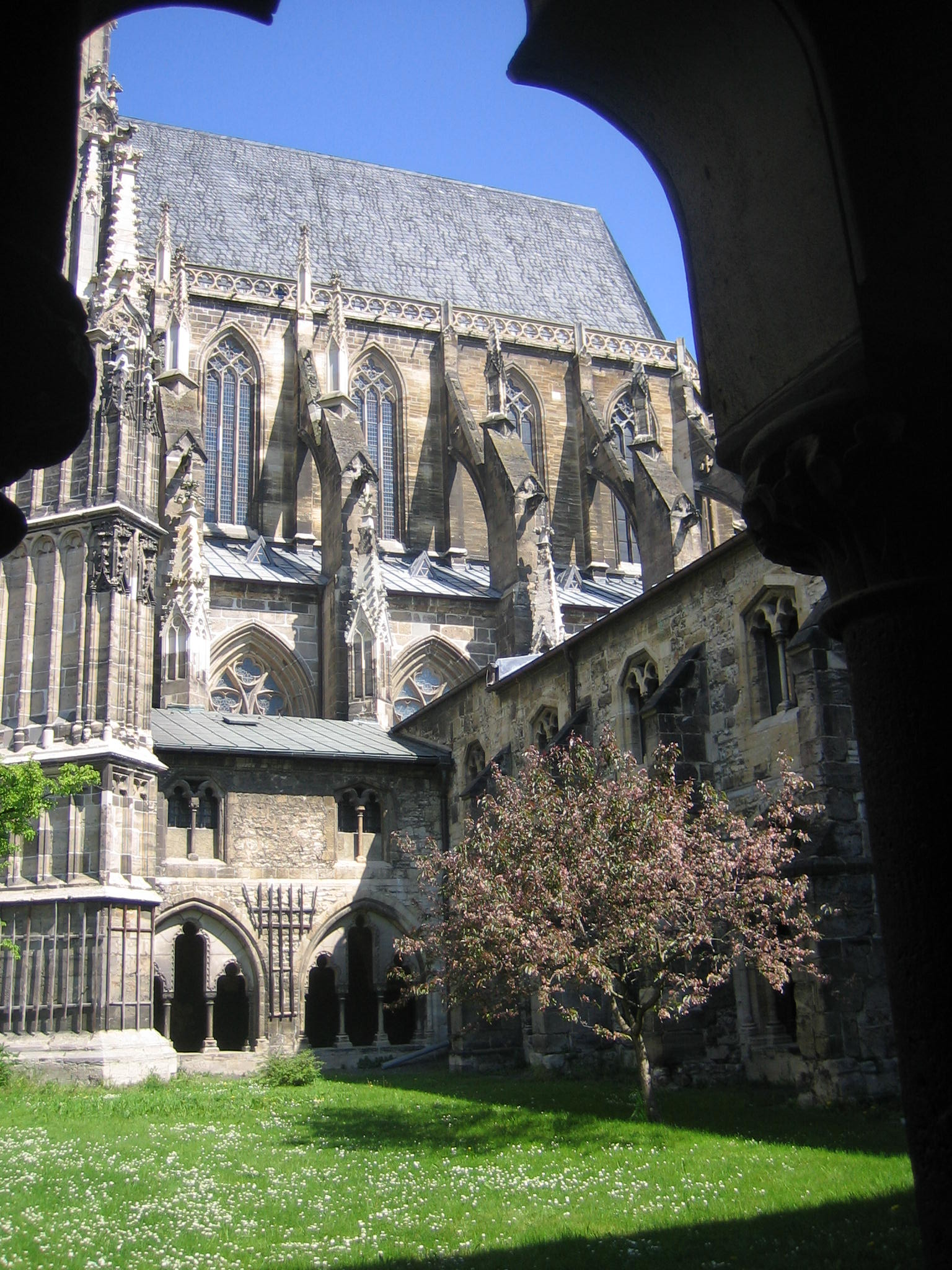
Blick vom Kreuzgang auf den Chor

Die Klausur des ottonischen Vorgängerdoms lag bereits in etwa an der heutigen Stelle. Es haben sich noch zwei Räume aus der ersten Hälfte des 12. Jahrhunderts erhalten, darunter der zweischiffige, kreuzgratgewölbte sogenannte Alte Kapitelsaal.
Der vierflügelige, zweigeschossige Kreuzgang stammt aus dem 13. Jahrhundert und weist ebenfalls durchgehend einfache Kreuzgratgewölbe auf. Die „frühgotischen“ Arkadenfüllungen sind allerdings eine Zutat des 19. Jahrhunderts. Im Obergeschoss sind Teile des bedeutenden Domschatzes untergebracht.
Die kreuzgewölbte Neuenstädter Kapelle (1503) ist vom westlichen Kreuzgangflügel aus zugänglich und birgt noch wesentliche Teile seiner ursprünglichen Ausstattung, so einen schönen spätgotischen Flügelaltar, den Radleuchter und zwei vollständig erhaltene Marienteppiche.
Über dem Nordflügel liegt der große Neue Kapitelsaal, dessen prachtvolles Schlingrippengewölbe nach der Kriegszerstörung durch eine flache Betondecke ersetzt werden musste.

## Ausstattung
Der Halberstädter Dom überrascht durch seine in ungewöhnlicher Vollständigkeit erhaltene mittelalterliche Ausstattung. Aus nachmittelalterlicher Zeit stammen im Wesentlichen nur einige Grabmäler und Epitaphien, der barocke Orgelprospekt und die reichlich verzierte Renaissancekanzel von 1592. Sie zeigt auf dem Kanzelaufgang Relieftafeln der Tugenden Liebe, Hoffnung, Glaube. Auf dem Kanzelkorb ist der segnende Christus zwischen den Evangelisten Matthäus, Markus, Lukas und Johannes, auf dem Schalldeckel die Stifterwappen der Domherren dargestellt.
Aus dem alten, ottonischen Dom sind noch der romanische Taufstein (1195) und die eindrucksvolle Triumphkreuzgruppe (1220) über dem Lettner erhalten. Der monumentale Taufstein aus Rübeländer Marmor in Form eines romanischen Kelches wird im Dehio-Handbuch als „hervorragend schön gestaltet“ gewürdigt. Er wird von vier Löwen getragen, steht auf einem hohen dreistufigen Unterbau vermutlich aus gotischer Zeit und wurde von Bischof Gardolf am Ende des 12. Jahrhunderts gestiftet.

### Glasmalereien

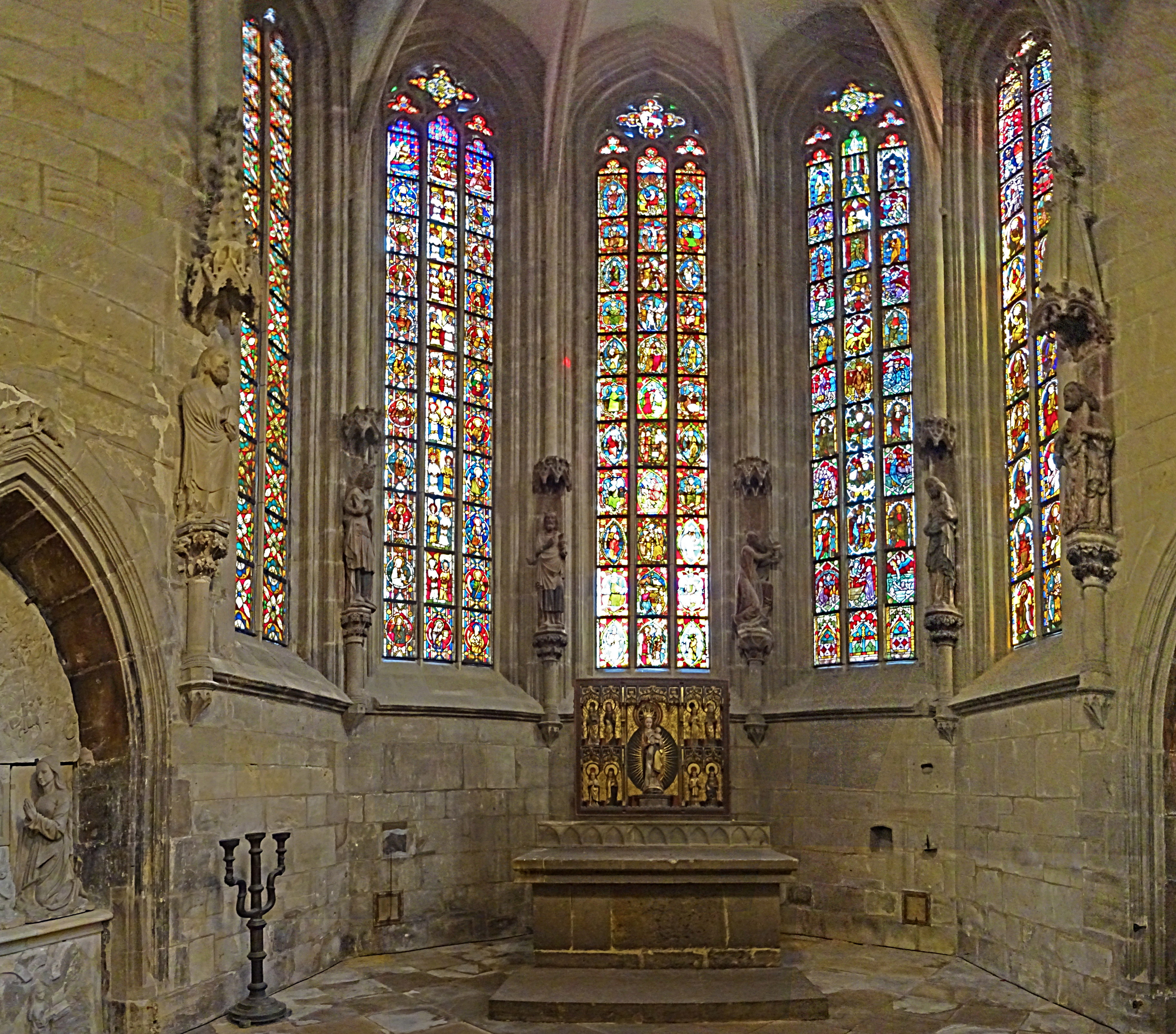
Chor der Marienkapelle, ergänzt von Ch. Crodel (1959)

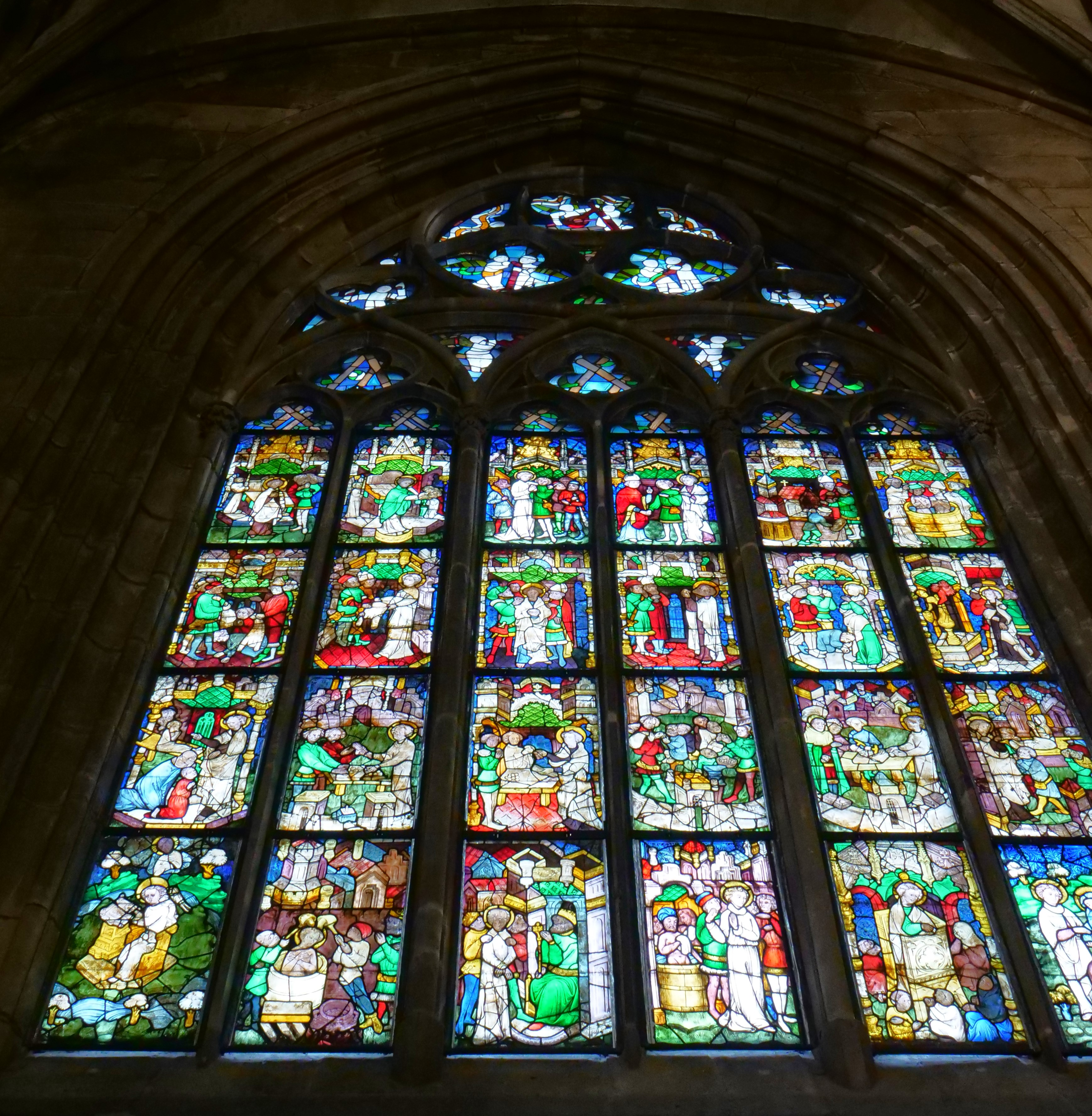
Johannesfenster, im Maßwerk ergänzt von Ch. Crodel (1959)

Besonders in der Marienkapelle haben sich trotz Kriegsverlusten noch einige bedeutende gotische Glasmalereien erhalten. Dort finden sich im Achsfenster die ältesten und künstlerisch bedeutendsten Scheiben aus der Zeit um 1340. Das Gesamtbild wurde durch moderne Ergänzungen von Charles Crodel wiederhergestellt. Die Scheiben im Chorobergaden stammen ebenfalls noch teilweise aus dem frühen 15. Jahrhundert. Der Chorumgang enthält noch einige teils mittelalterliche Scheiben aus der Zeit um 1400–1440, die später ergänzt wurden. Am besten sind die beiden östlichen Fenster neben der Marienkapelle erhalten. Das nordöstliche Fenster zeigt Szenen aus dem Leben Christi und ist bald nach 1400 entstanden, das südöstliche Fenster zeigt die Legende des Evangelisten Johannes aus der Zeit um 1420/30 und ist den etwa gleichzeitigen Scheiben aus dem Chor des Stendaler Doms verwandt. Carl Crodel ergänzte auch das durch das gesamte Südseitenschiff sichtbare Maßwerk dieses Fensters im Duktus des Bestandes.
in den Jahren 2012 und 2022 konnten die neu gestalteten Querhausfenster im Dom, vorwiegend durch Spenden finanziert, in Dienst gestellt werden. Sie entstanden als Ergebnis eines Auswahlverfahrens nach den Entwürfen des Wernigeröders Günter Grohs und wurde von den Glaswerkstätten F. Schneemelcher, Quedlinburg, gefertigt.

### Bauplastik

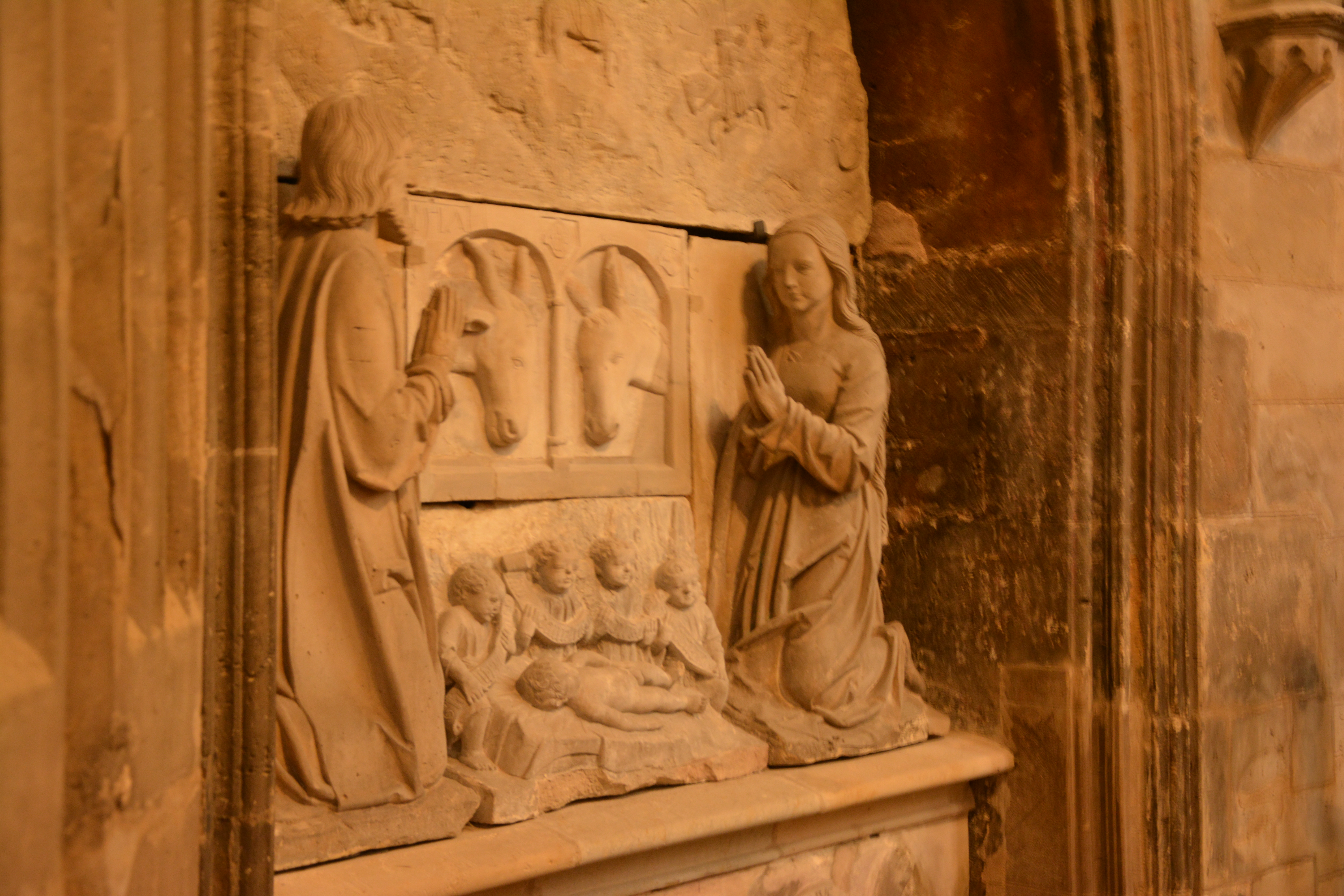
Geburt Christi in der Nordnische in der Marienkapelle

Der Reichtum an plastischen gotischen Bildwerken im Dom ist beachtlich. In den Gewölbediensten des Polygons der Marienkapelle ist die Anbetung der Heiligen Drei Könige aus der Zeit um 1350/60 auf Konsolen eingefügt, ein „sehr gutes Werk“ seiner Zeit. In der nördlichen Nische der Marienkapelle steht ein altarähnlicher Aufbau aus Sandstein, der am Stipes die Verkündigung und einen Stifter, im Retabel in Hochrelief die Geburt Christi und im beschädigten Bogenrelief darüber ein Flachrelief des Zuges der Heiligen Drei Könige, die Hirten auf dem Felde, den Kindermord und die Flucht nach Ägypten darstellt. Die „hervorragende Arbeit“ wurde inschriftlich 1517 geschaffen.
Drei etwas unterlebensgroße Steinskulpturen im nördlichen Chorumgang stellen Maria, Maria Magdalena und einen Engel dar und werden im Dehio-Handbuch auf einen „genialen und selbständigen Meister, der vermutlich das Heilige Grab in Freiburg kannte“, zurückgeführt und zum „Besten der deutschen Plastik des 14. Jahrhunderts“ gerechnet.
Die Chorpfeiler sind mit den zwölf Aposteln und den beiden Bistumspatronen geschmückt (um 1425 bis etwa 1470). Auch das Quer- und das Langhaus tragen reichen Skulpturenschmuck. Von den zahlreichen Statuen sind besonders die Heilige Maria Magdalena und der Heilige Laurentius aus der Zeit um 1510 an den östlichen Vierungspfeilern zu beachten, an den westlichen Vierungspfeilern der Heilige Hieronymus, vermutlich um 1480 von „einem eigenwilligen bedeutenden Künstler“, am gleichen Pfeiler der Heilige Erasmus von 1509 in der Art Tilman Riemenschneiders, ebenfalls das beachtenswerte Standbild des Heiligen Sebastian von 1510 am Pfeiler gegenüber. An diesem Pfeiler steht auch der Heilige Georg in einer Rüstung von 1487.
Die mit Sicherheit auch an den Langhauspfeilern geplante Figurenreihe wurde nicht mehr vollendet. Die folgenden Skulpturen, in zeitlicher Reihenfolge, sind noch vorhanden:
- Madonna mit der Taube, unter parlerischem Einfluss aus der Zeit um 1380,
- ein mit der wertvollen Katharinenfigur von 1509 im Nordseitenschiff verwandter Schmerzensmann, der vermutlich von einem Meister stammt, der mehrere Figuren in der Liebfrauenkirche und die großen Reliefs im dortigen und im Domkreuzgang geschaffen hat,
- eine „vorzügliche“ Figur des heiligen Mauritius, nach der Inschrift von 1513,
- eine Marienfigur von 1520, gleichzeitig vermutlich auch ein Johannes der Täufer,
- eine „sehr qualitätvolle“, überlebensgroße Statue des heiligen Stephanus an der Westwand des Nordseitenschiffs aus der Zeit um 1510/1520, ursprünglich vor dem Trumeaupfeiler des Westportals aufgestellt.[7]

Im südlichen Chorumgang am Portal zur Klausur ist ein Tympanon mit einem Relief der Geburt Christi vom Ende des 14. Jahrhunderts und oben darüber auf einer vorkragenden Konsole die Freifigur einer Muttergottes aus dem zweiten Viertel des 15. Jahrhunderts. Etwas weiter östlich ist ein Spätrenaissanceportal mit der Jahreszahl 1615 eingebaut, das mit einer klaren Architektur aus korinthischen Säulen, Bogen und gesprengtem Giebel mit manieristisch bewegtem Frauenfigurchen gestaltet ist.

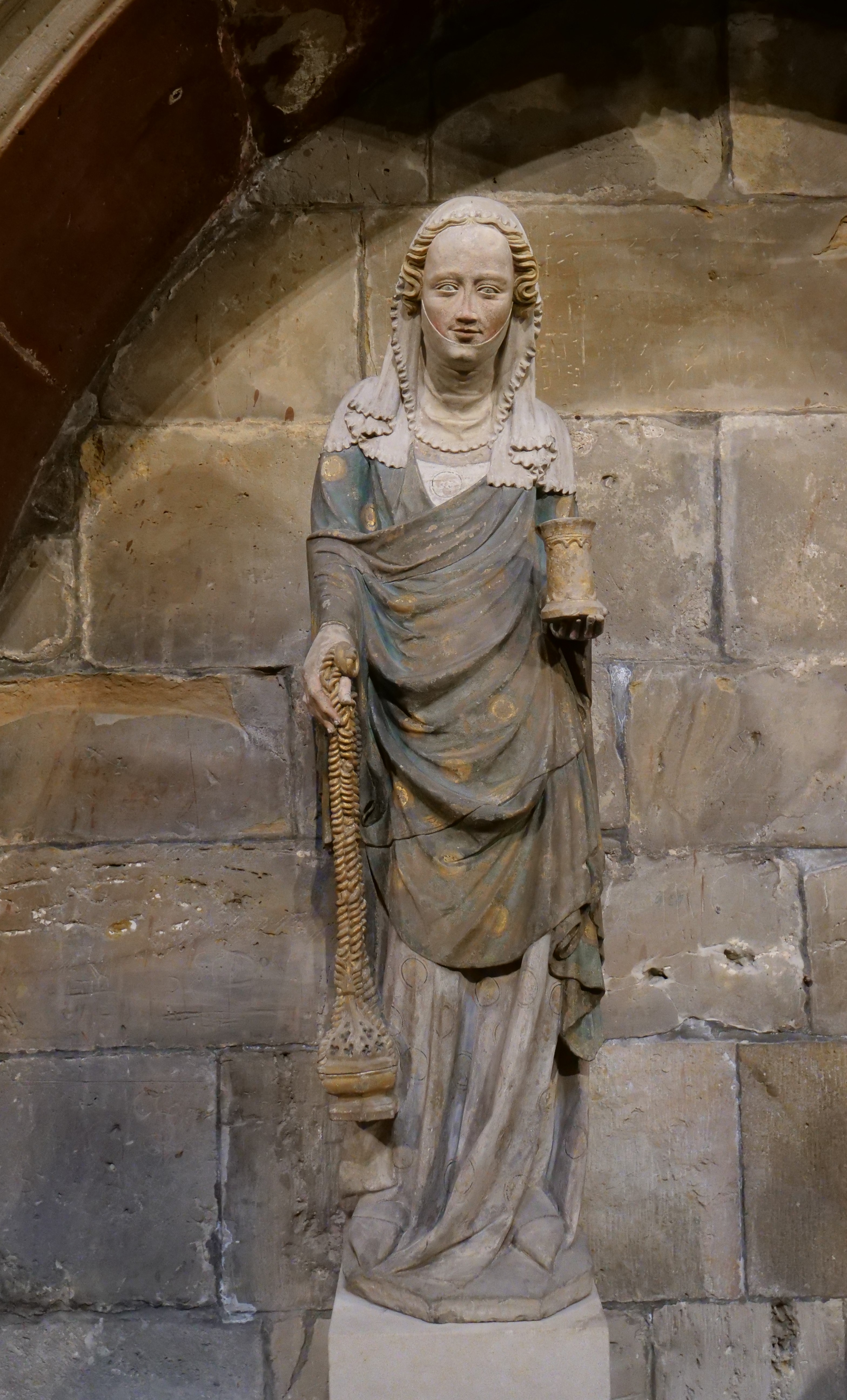
Steinskulptur im Chorumgang
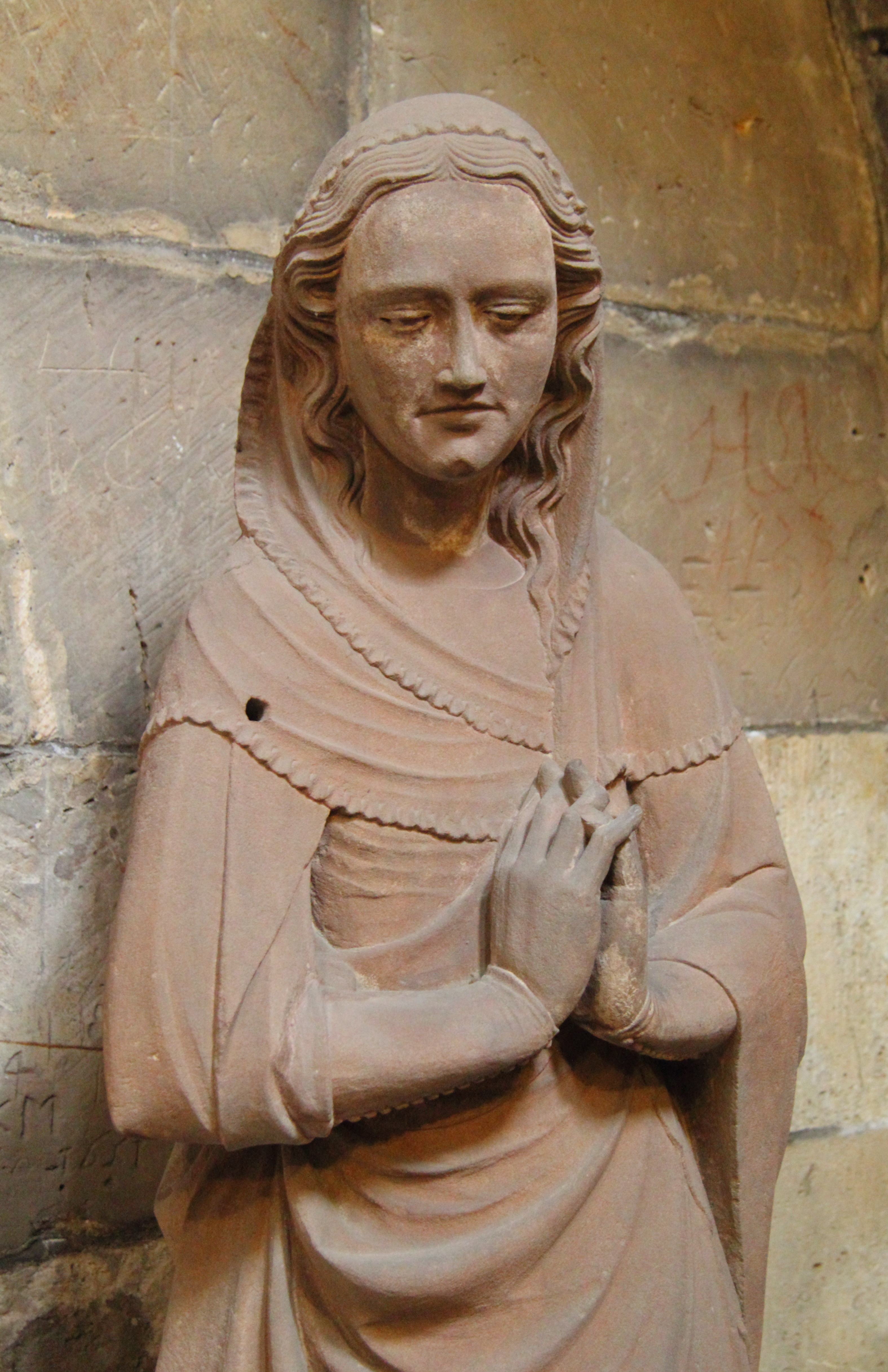
Marienfigur
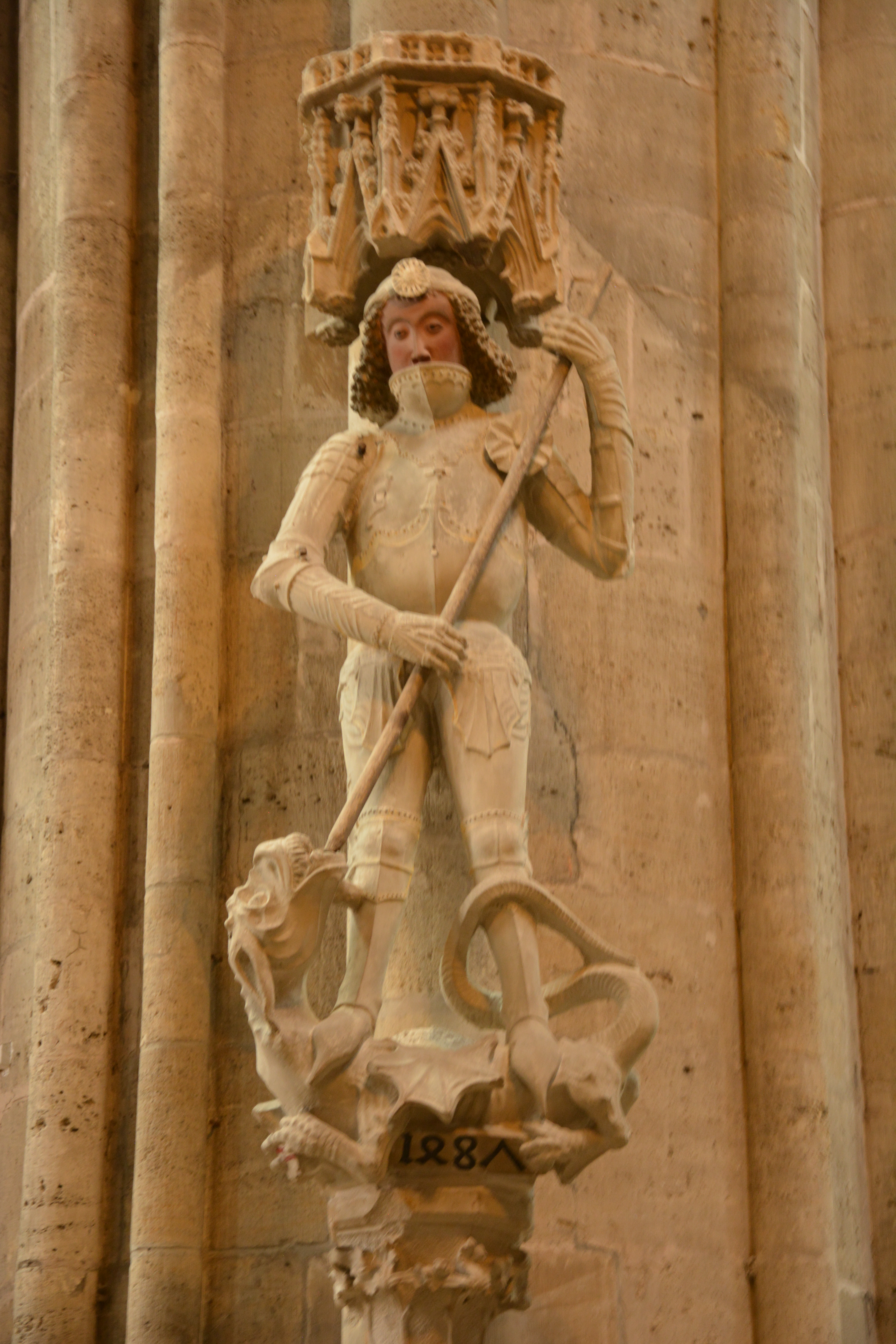
Figur des Heiligen Georg
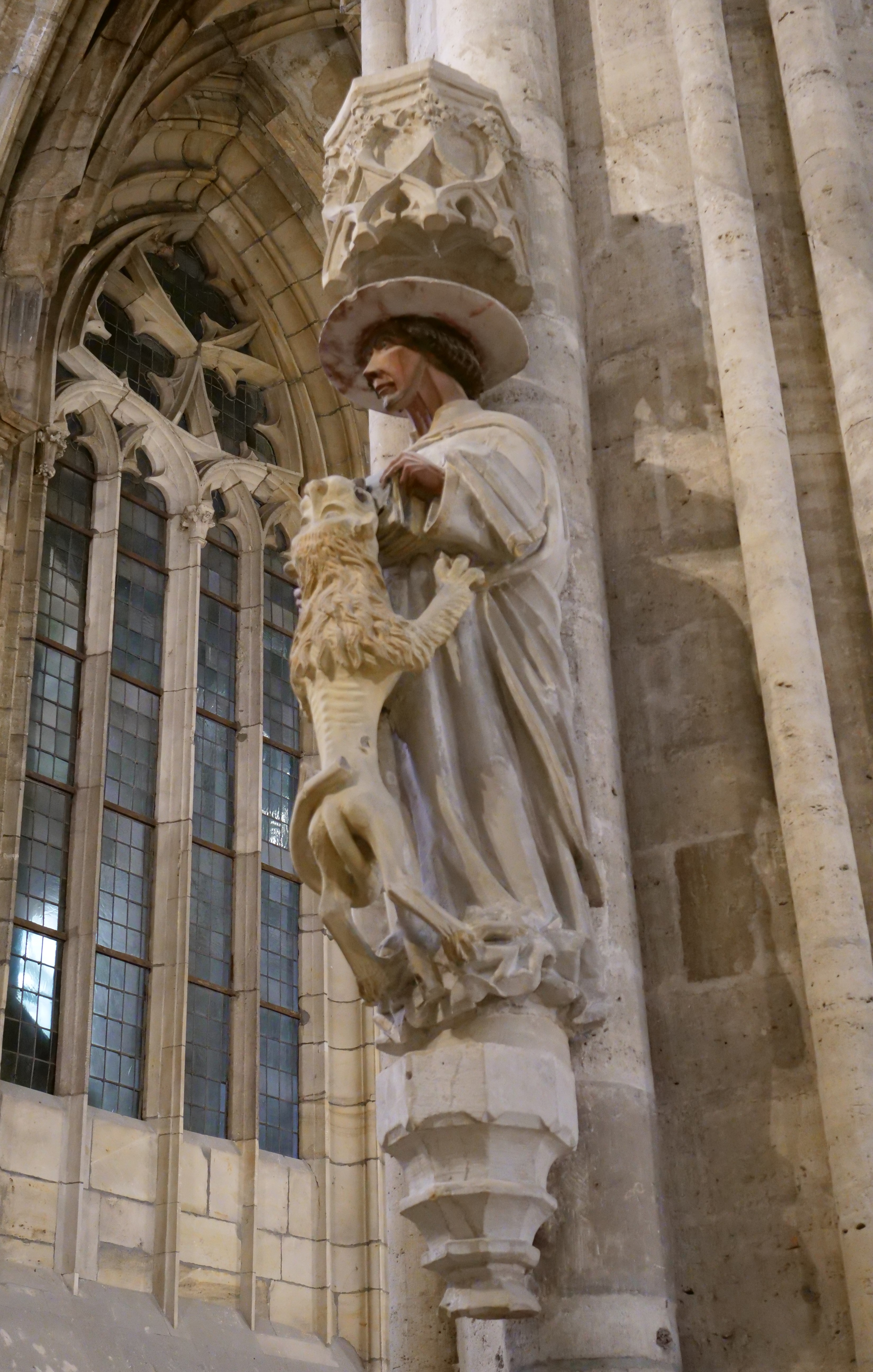
Hieronymus mit dem Löwen
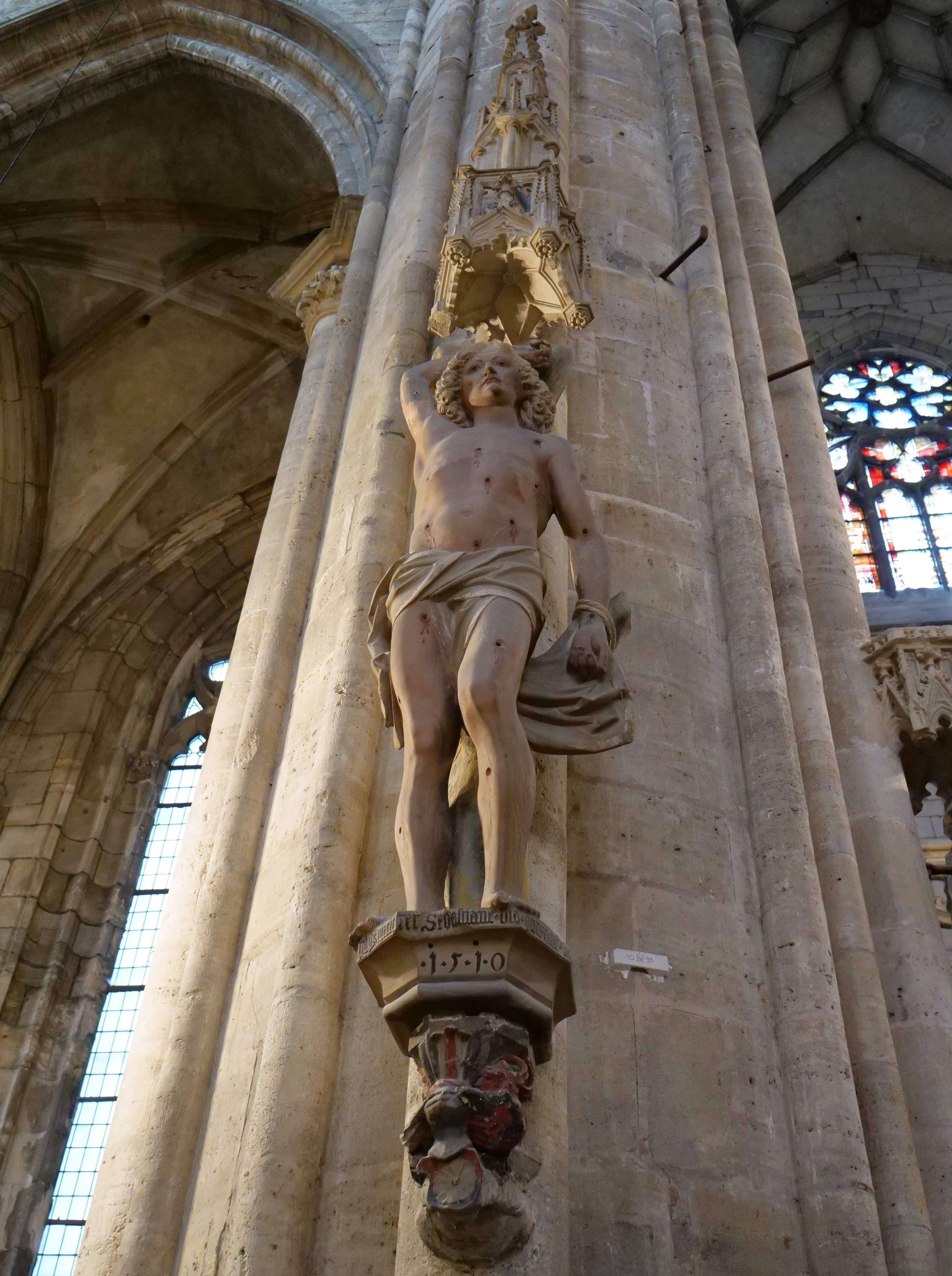
Figur des Heiligen Sebastian
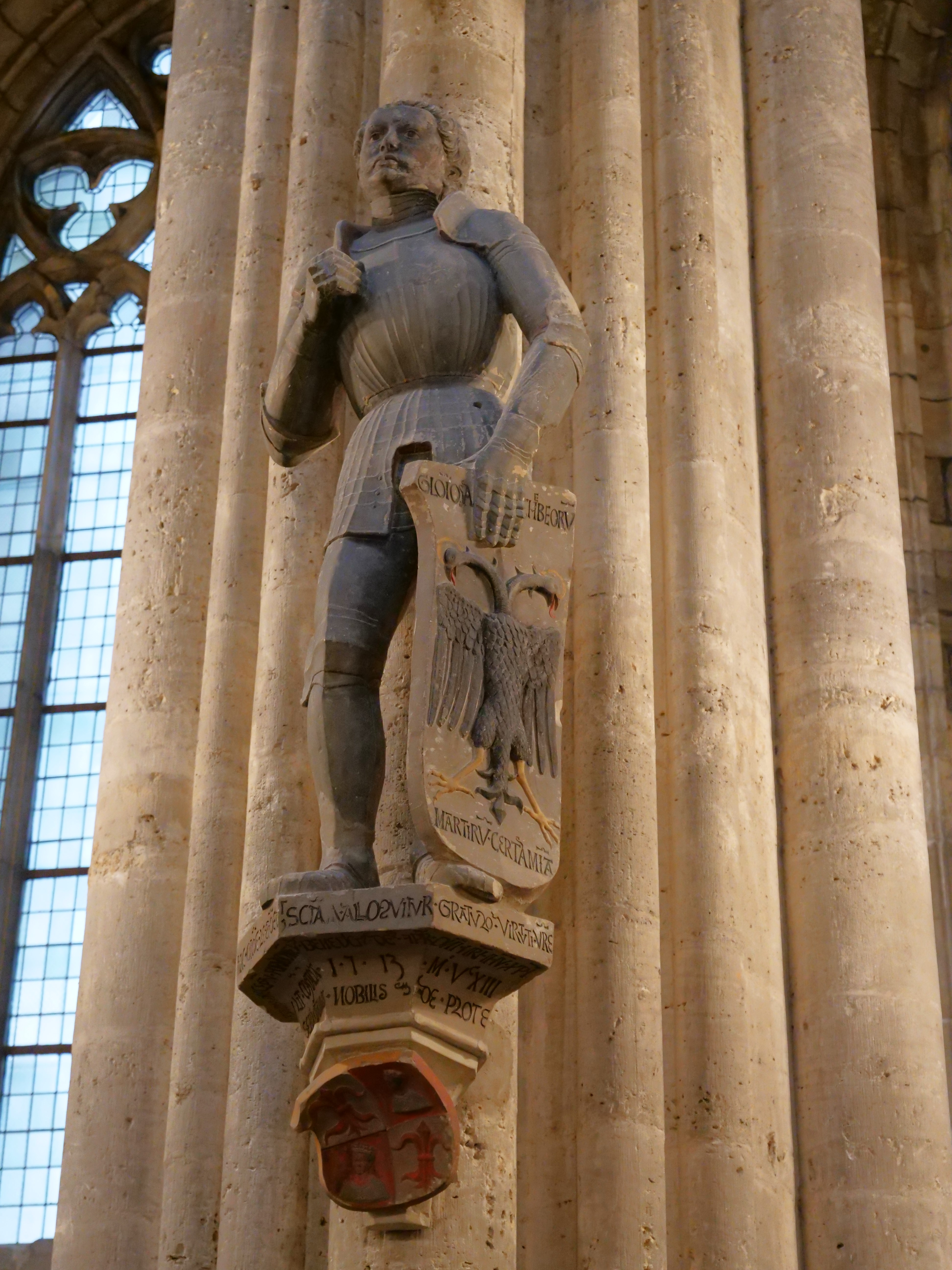
Pfeilerfigur mit Doppeladlerschild

### Altäre

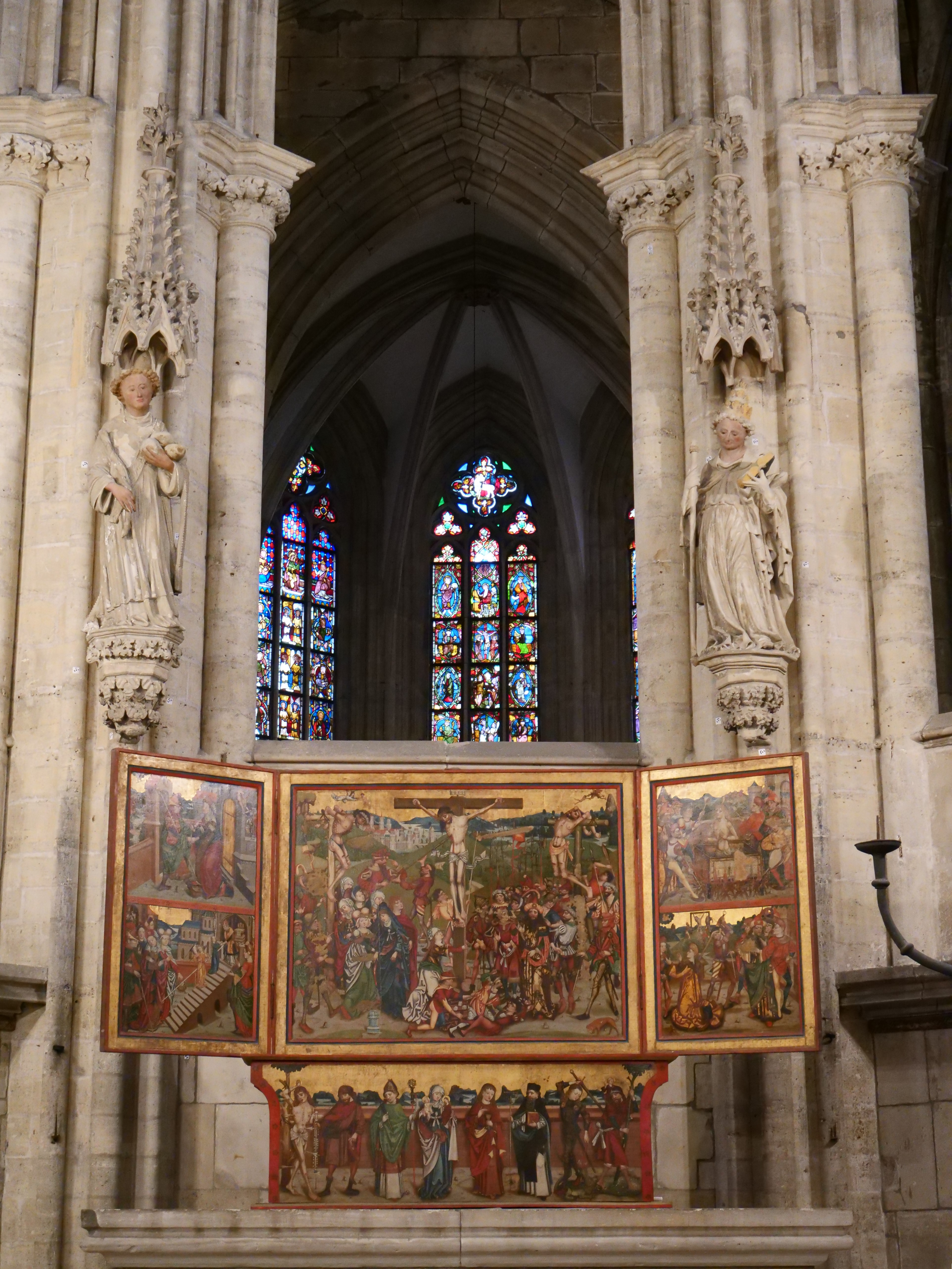
Flügelaltar im Chor vor der Marienkapelle

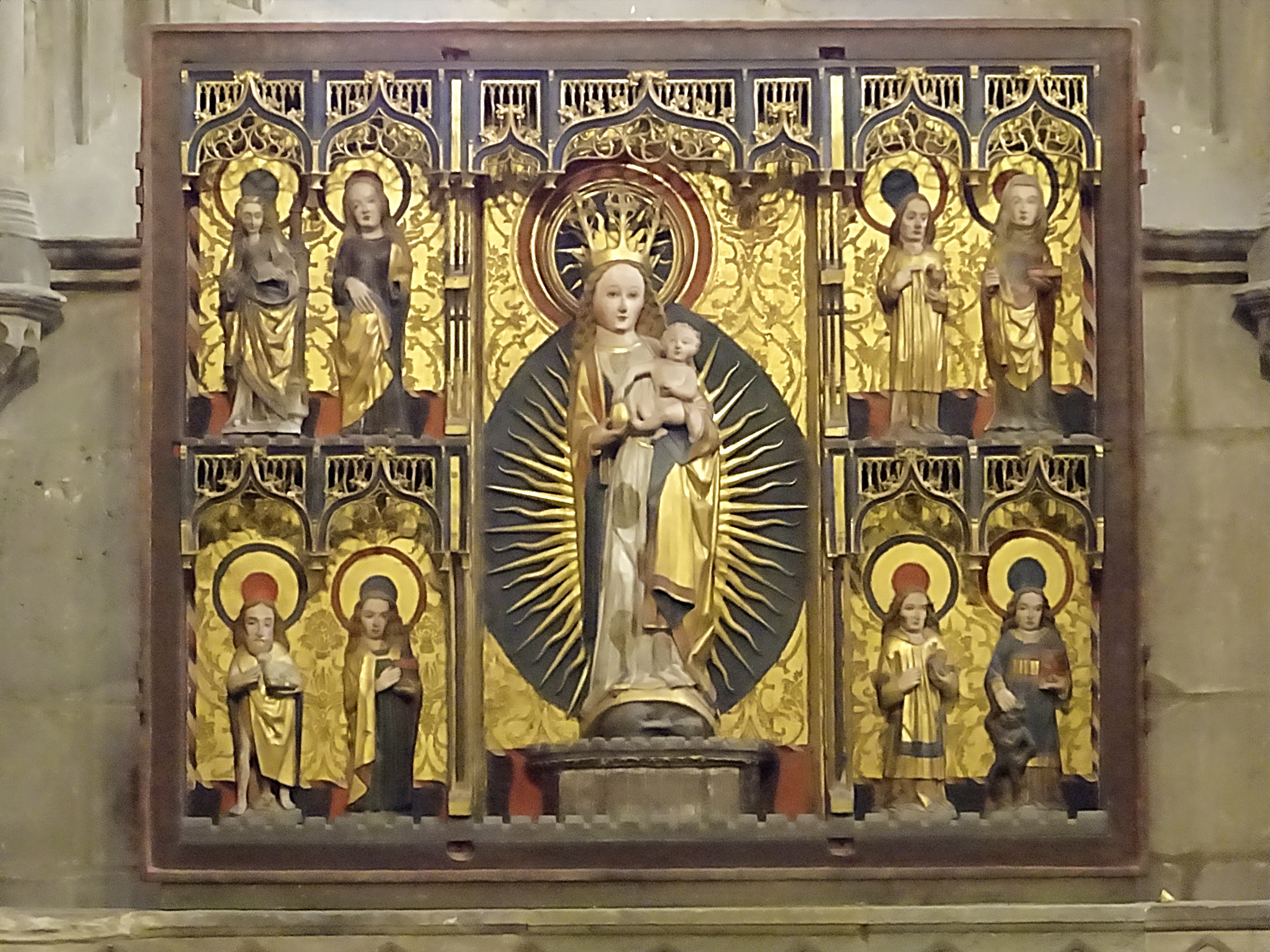
Mittelschrein des Flügelaltares in der Marienkapelle

Die Altäre im Hochchor und in der Marienkapelle stammen aus der Bauzeit, weiterhin sind fünf mittelalterliche Altäre erhalten, die in den Nischen des Chorumgangs standen. In der Sakristei steht ein Retabel aus Sandstein, das ein Relief der Kreuzigung mit Begleitfiguren, darunter auch den Heiligen Laurentius, zeigt und aus der Mitte des 15. Jahrhunderts stammt. Auf dem Hochaltar steht ein gemaltes Retabel aus der Zeit um 1480, ehemals von einem dem Hl. Georg geweihten Nebenaltar. Auf dem Hauptaltar stand ursprünglich der Heiltumsschrein, heute im Domschatz. In der Mitte des Georgsaltars ist eine figurenreiche Kreuzigung zu sehen, auf den Flügeln innen Szenen aus dem Marienleben und dem Leben der beiden Johannes, außen die Heilige Sippe und der Heilige Georg, auf der Predella eine Anna selbdritt und sieben männliche Heilige.
Auf dem Altar der Marienkapelle steht ein geschnitztes Retabel, ehemals Mittelteil eines Flügelaltares aus dem späten 15. Jahrhundert, der in der Mitte Maria als Himmelskönigin im Strahlenkranz mit dem Jesuskind zeigt, flankiert von je vier Heiligen in zwei Reihen.
Im Chorraum sind noch das gotische Chorgestühl (um 1400) und ein spätgotischer Schrank bemerkenswert. Mehrere Retabel von Nebenaltären sind heute in den Räumen des Domschatzes aufgestellt, darunter das bekannte gemalte Retabel der Madonna mit der Korallenkette aus der Zeit um 1400.

### Metallgeräte

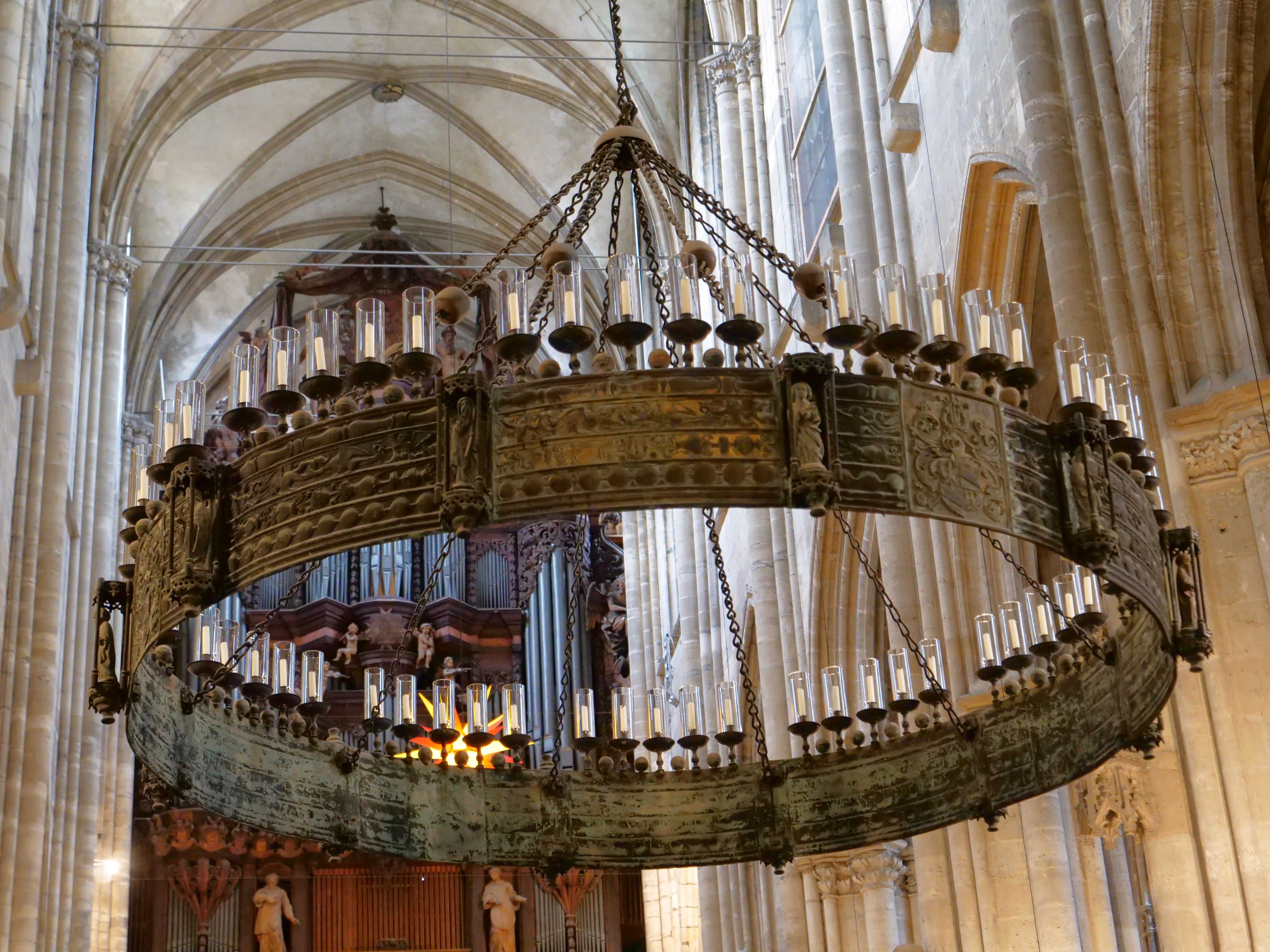
Gotischer Kronleuchter

Ein bedeutendes Adlerpult aus Bronze stammt vermutlich aus dem frühen 16. Jahrhundert, der Fuß und der Schaft wurden erneuert. Ein etwa 3,5 m hoher dreiarmiger Standleuchter aus Bronze aus dem Mittelalter steht in der Vierung, ein ähnlicher kleiner Leuchter aus dem frühen 16. Jahrhundert in der Marienkapelle. Dort sind ebenfalls zwei Altarleuchter aus Bronze mit inschriftlicher Datierung auf 1576 aufgestellt. Im Hochchor hängt ein eiserner Kronleuchter aus vier nach oben hin kleiner werdenden, gitterartig durchbrochenen Reifen mit türmchenartigen Kerzenhaltern und einem Tabernakel zuoberst, der vermutlich im ersten Viertel des 15. Jahrhunderts entstanden ist. Im Langhaus ist ein großer, einst vergoldeter eiserner Radleuchter mit einem reich verzierten breiten Reifen mit sich teilweise wiederholenden figürlichen Szenen in Relief aufgehängt. In den vorgesetzten kleinen Tabernakeln sind die Apostel abgebildet; das Ganze soll offenbar das Himmlische Jerusalem darstellen und wurde von Balthasar von Neuenstadt († 1516) gestiftet. Weniger vom künstlerischen als vom kulturhistorischen Gesichtspunkt her interessant ist ein Pult mit einem schmiedeeisernen Gitter im südlichen Chorumgang, der zur Aufbewahrung der kostbaren Bücher diente.

### Grabmale

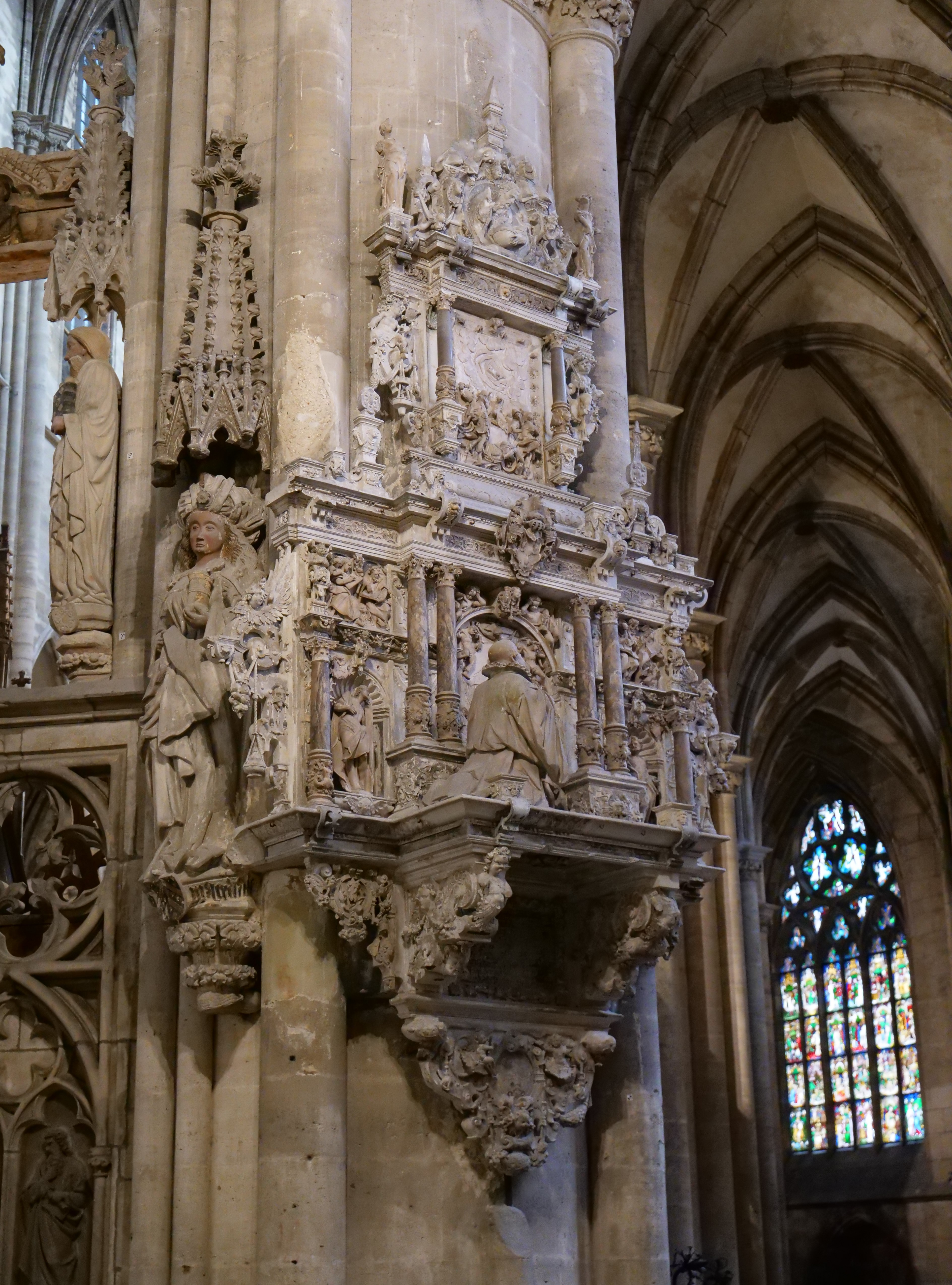
Epitaph für Caspar von Kannenberg am südöstlichen Vierungspfeiler

Zahlreiche Grabmale aus dem 10. bis 16. Jahrhundert sind erhalten. Das älteste Grabmal ist ein im Chor versenkter monumentaler Kalksteinsarkophag mit einem walzenförmigen Deckel für Bischof Bernhard († 968). Im südlichen Chorumgang ist das Kenotaph für den Dompropst Johannes Teutonicus Zemeke (auch: Semeca, † 1245) mit einer lebensgroßen Liegefigur und einem kleinen Weihrauchengel zu finden; die vier sitzenden Klagefiguren in den kielbogigen Nischen der Frontseite werden als Vertreter der vier Fakultäten gedeutet. Die ursprünglich nicht für diese Stelle vorgesehene Tumba wurde wohl um 1492 vom Erzbischof Ernst von Magdeburg veranlasst.
Von den nachmittelalterlichen Grabmälern zu erwähnen ist das Epitaph für Erzbischof Friedrich IV. von Magdeburg († 1552) an der südlichen Schranke des Binnenchores, das nach einer Inschrift von 1558 von Johannes Pincerna (auch: Hans Schenck genannt Scheußlich) stammt. Der große manieristische Architekturaufbau aus gelbem Sandstein zeigt im Zentrum den Verstorbenen als Prediger, darüber Wappenhalterinnen und das monumentale Wappen des Verstorbenen und Gottvater darüber, umgeben von drastischen allegorischen Darstellungen der Hoffnung auf Erlösung und dem Schrecken von Tod und Hölle, das „in den Einzelheiten von hoher Qualität“ bewertet wird. Auch die Grabplatte im Chorfußboden mit einer lebensgroßen Darstellung des Verstorbenen wurde von Schenck gearbeitet.
Zahlreiche weitere Epitaphe sind ebenfalls erhalten, darunter am nordöstlichen Vierungspfeiler das Epitaph für Friedrich von Britzke († 1576) aus Alabaster, das einen klaren, figurenreichen Renaissanceaufbau mit einem Kreuzigungsrelief in der Mitte zeigt. Am südöstlichen Vierungspfeiler ist das Epitaph für Caspar von Kannenberg († 1605) ebenfalls aus Alabaster aufgestellt, das nach der Inschrift von Sebastian Ertle aus Überlingen stammt, der auch im Magdeburger Dom Grabmale gestaltet hat, und ist mit Zutaten von Lulef Bartels ausgestaltet. Das Epitaph ist reich an plastischem Schmuck und zeigt den Verstorbenen vor dem Kruzifix kniend. Auf der Nordempore steht das Epitaph für Rhaben von Canstein († 1660) und seine Frau Lucia von Oppershusen, das prunkvoll geschnitzt und mit gemaltem Bildnis der Eheleute und des Auferstandenen versehen ist.
Auf der Südempore ist eine Reihe von Bronzegrabplatten zu finden, die ehedem über den Gräbern im Dom lagen, darunter für Hunerus von Sampeleve († 1560) und Friedrich von Britzke († 1576), inschriftlich von Hans Meißner in Braunschweig, für Johann von Mahrenholz († 1585) von Hans Wilken in Braunschweig und für Caspar von Kannenberg († 1605). Die bedeutendste Grabplatte ist vermutlich ein Werk der Vischer-Werkstatt in Nürnberg, wurde für Balthasar von Neuenstadt († 1516) geschaffen und ist mit spielenden Putti der Renaissance geschmückt.

### Der Lettner mit der Triumphkreuzgruppe

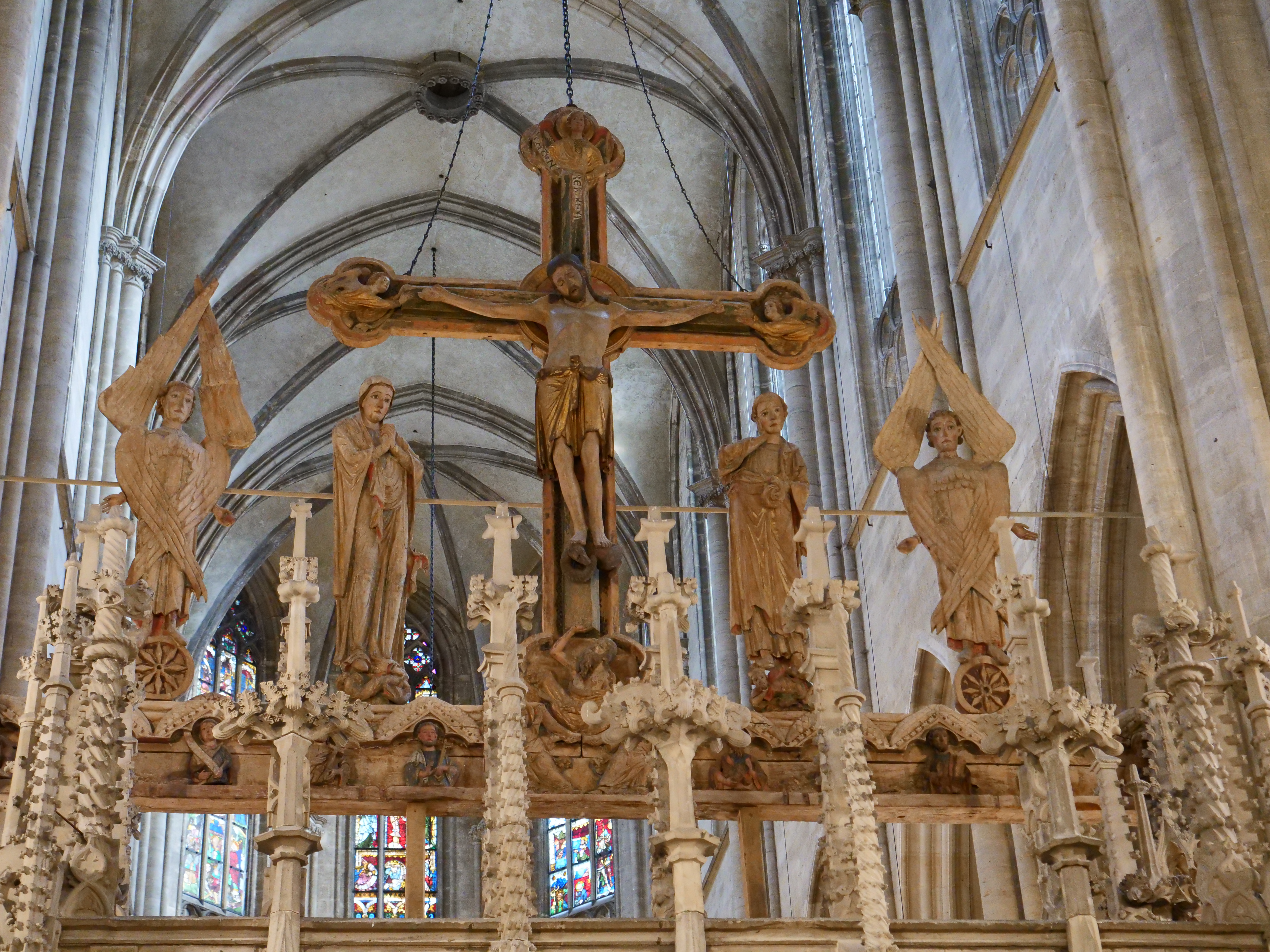
Triumphkreuzgruppe und Chorgewölbe

Der Innenraum des Halberstädter Doms ist steil proportioniert; diese Höhentendenz des Raumes wird in dem reichen spätgotischen Lettner aufgegriffen, der östlich von der Vierung eine Abgrenzung des Hochchors bildet. Der virtuose Hallenlettner in drei Jochen mit Kielbogengiebeln, reich gestaltetem Maßwerk und verzierten Fialen wurde 1510 vollendet. Darüber ist die hölzerne Triumphkreuzgruppe aufgestellt, die älter ist als der heutige Dom. Sie stammt aus dem ottonischen Vorgängerbau aus der Zeit um 1210/20. Sie wurde aus Eichen-, Linden- und Fichtenholz hergestellt und hat eine Höhe von 5,15 m bei einer Breite von 3,50 m. Die Einzelfiguren haben eine Höhe von ca. 2,40 m. Die ganze Gruppe ist farbig gefasst (Fassung original, teils verloren). Sie gehört zu den wichtigsten plastischen Kunstwerken auf deutschem Boden aus dieser Zeit. Die Gruppe der fünf Figuren steht auf dem sogenannten Apostelbalken, der die (einst zwölf, heute noch zehn) Apostel als Träger des christlichen Glaubens zeigt und mit seinen 8,50 m Länge das ganze Mittelschiff überspannt. Der gekreuzigte Christus steht außerdem noch symbolisch auf dem Grab Adams. Christus ist hier im Typus des leidenden Erlösers dargestellt, neben der trauernden Maria und Johannes, und außen flankiert von zwei Cherubim auf Feuerrädern.

### Orgeln

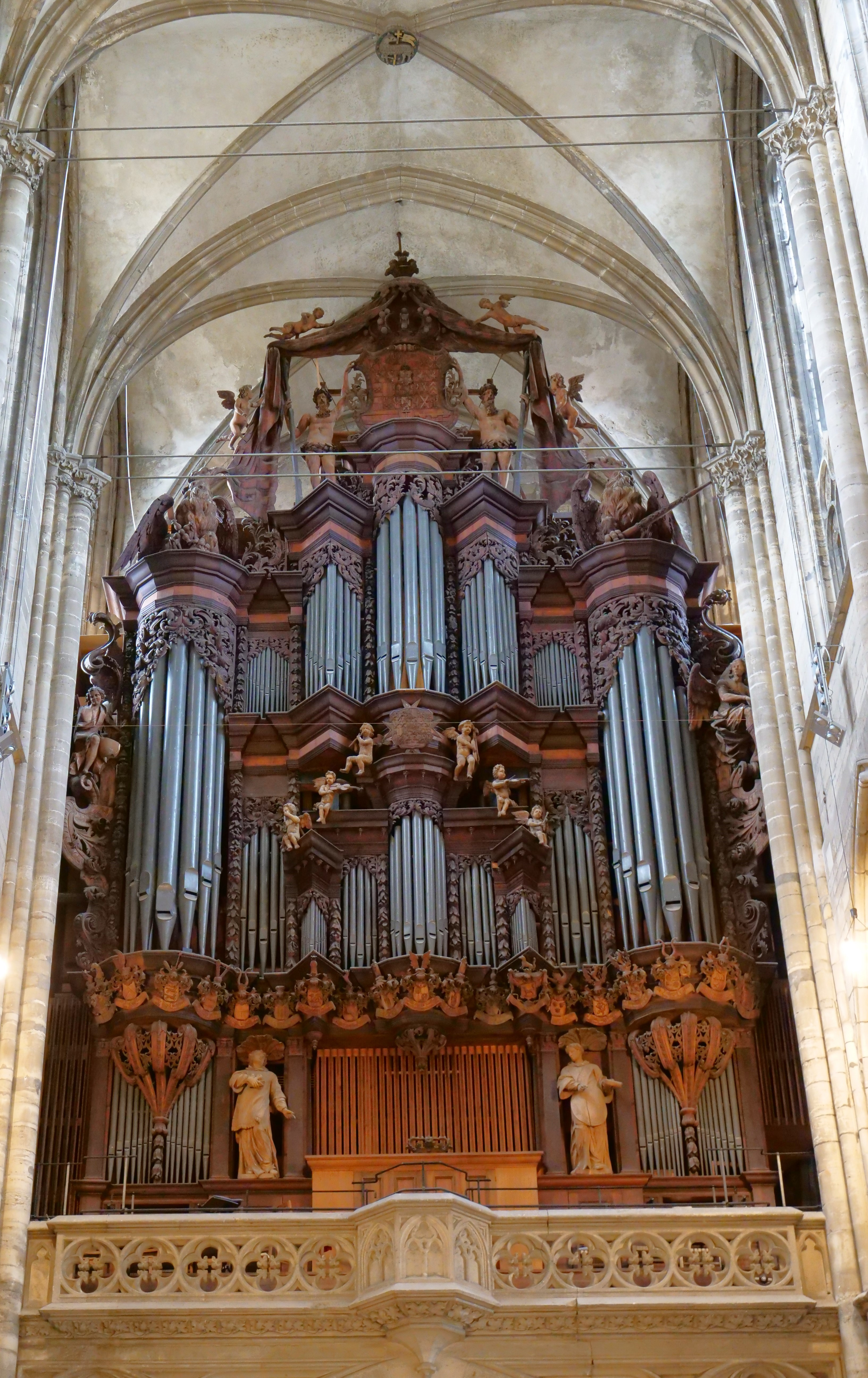
Orgelprospekt von 1718 mit moderner Ergänzung über dem Spielschrank

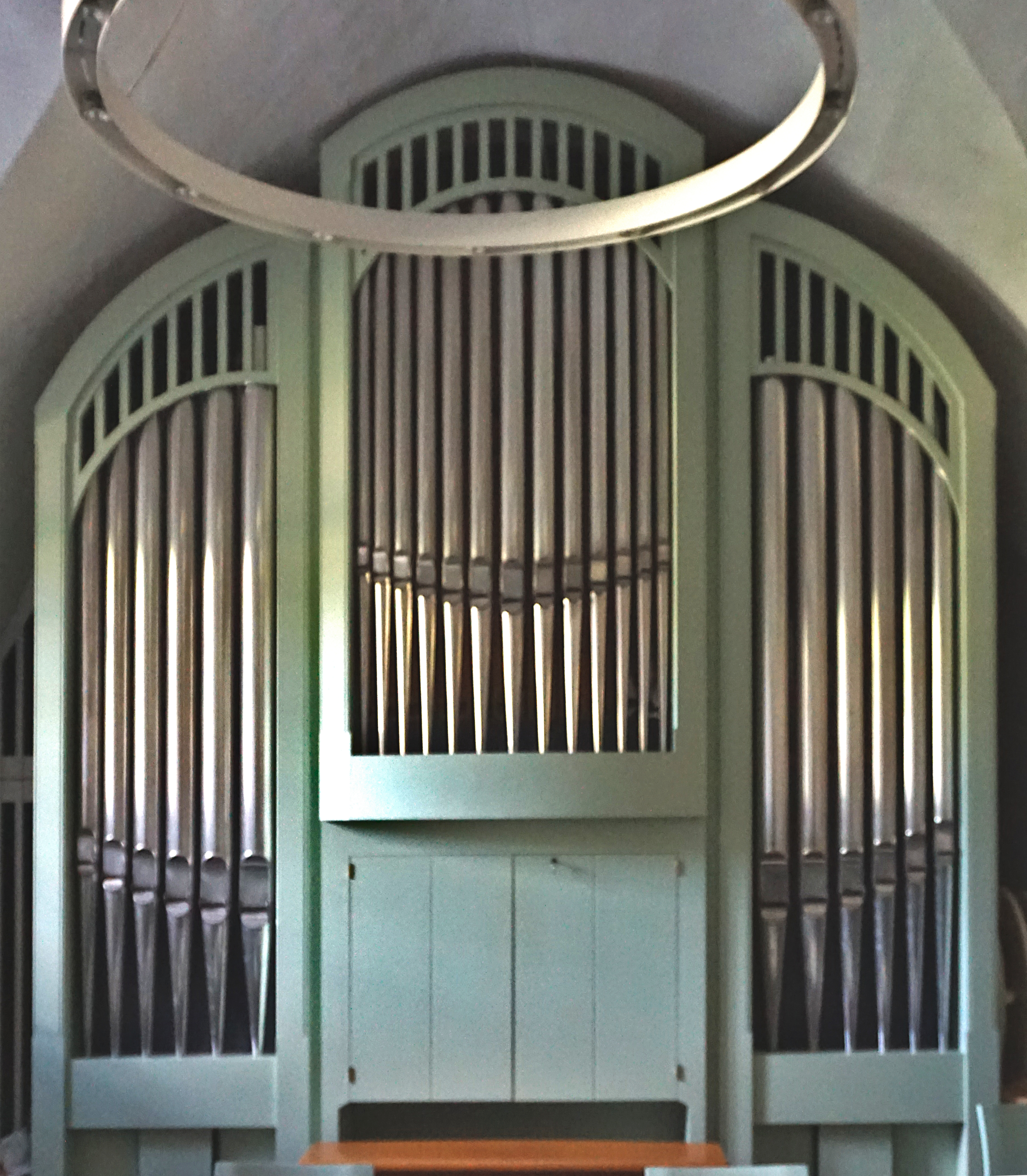
Orgel von Reinhard Hüfken in der Winterkirche, dem ehemaligen Refektorium

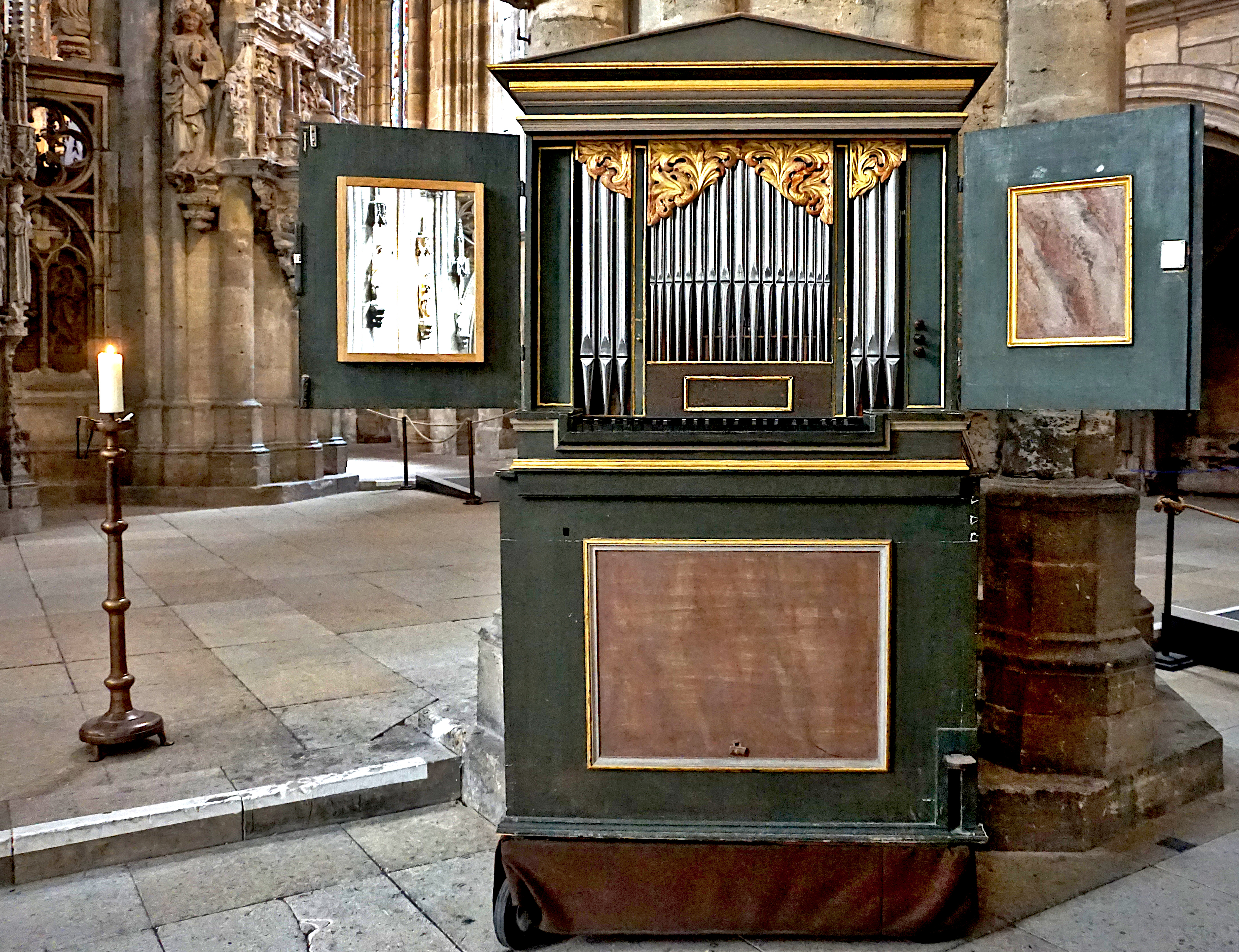
Positiv als Chororgel

Im Dom befand sich einst die älteste mittelalterliche, gotische Orgel, über die genauere schriftliche Belege vorliegen. Der Halberstädter Orgelbauer Nicolaus Faber errichtete sie in den Jahren 1357 (?) bis 1361. Die heutige Orgel ist ein Werk der Firma Eule Orgelbau aus dem Jahr 1965 mit 66 Registern auf vier Manualen und Pedal hinter einem barocken Prospekt von Heinrich Herbst d. J. aus dem Jahr 1718. Eine zweimanualige Orgel mit 22 Registern der Halberstädter Firma Hüfken steht im nach dem Zweiten Weltkrieg zur Winterkirche umgebauten Domkeller.

## Glocken
Der Dom besitzt 13 Glocken. Das Geläut zählt zu den wertvollsten Domgeläuten überhaupt. Es hat eine wechselvolle Geschichte und ist mit einer überaus hohen Anzahl alter Glocken versehenen.
Die fünf größten Glocken bilden das Hauptgeläut mit der Domina/Dunna als Fundament. Die Dunna von 1928 ging 1944 durch die Beschlagnahmung für die Rüstungsindustrie verloren. Bei ihrer inzwischen sechsten Rekonstruktion gab es Probleme beim Guss vor 10.000 Zuschauern auf dem Domplatz. Die Glockenspeise wurde etwas zu heiß in die Form gelassen, wodurch zu viel Zinn versiedete. Dadurch fiel der Schlagton (der historische Ton ges0 +1/16 war vorgesehen) zu hoch aus, die Abklingdauer liegt mit rund 100 Sekunden weit unter den für eine Glocke dieser Größe üblichen 200–250 Sekunden. Die Form wurde vom überhitzten Metall beschädigt und undicht. Die dadurch ausgelaufene Glockenspeise fehlte dann an der Krone; sie wurde unvollständig gegossen. Wegen des Termindrucks, die Glocke zur Jahrtausendwende zu läuten, wurde ihre Haube zweimal durchbohrt, um die Glocke mit einer zusätzlich eingebauten Aufhängung sicher und rechtzeitig am Joch aufhängen zu können, anstatt die fehlenden Teile durch eine eventuelle Restaurierung anzuschweißen oder die Glocke neuzugießen. Die Dunna gilt als keine würdige Nachfolgerin gleichnamiger Vorgängerglocken. Seit Herbst 2018 darf sie aufgrund eines Risses nicht mehr geläutet werden. Ein Glockensachverständiger widerlegte Vermutungen, dieser sei auf ein Konzert, bei dem 2008 mit Stahlhämmern auf die Glocken geschlagen wurde, zurückzuführen, denn der Riss befindet sich unterhalb der Glockenschulter. Da eine Reparatur sehr teuer wäre, sollte die Dunna 2020 für 200.000 Euro neu gegossen werden. Die unbrauchbar gewordene Glocke soll, anstatt sie für den Neuguss einzuschmelzen, aufgrund ihrer Bedeutung für die Halberstädter Einwohner als Dauerleihgabe der Kulturstiftung an die Stadt vor dem Dom aufgestellt werden.
Die Osanna, 1454 von Johannes Floris in überschwerer Rippe gegossen, gilt als außergewöhnlich klangschöne Glocke mit charakteristischem Teiltonaufbau. Ihr ebenbürtig ist die in ebenfalls in sehr schwerer Rippe gegossene Glocke Micha, die zu den besten Glocken der jüngsten Glockengussleistungen gezählt werden kann. Sie wurde ebenfalls von der Glocken- und Kunstgießerei Lauchhammer gegossen und dient sowohl als tonliche Überbrückung zwischen Laurentius und Osanna (Tritonus) als auch zur Entlastung des Altbestandes.
Laurentius und Maria Magdalena sind die beiden kleinsten Glocken des Hauptgeläuts und stammen aus der Hand Hinrik van Kampens.
Der Uhrschlag wird auf zwei Gussstahlglocken des Bochumer Vereins, die starr im Südwestturm aufgehängt sind, ausgeführt.
Am ersten Samstag eines jeden Monats in der Sommerzeit erklingt um 17:30 Uhr das Vollgeläut. Zum Mittagsläuten um 12 Uhr sowie zum Abendläuten um 18 Uhr läutet Micha.
Zum Sonntagsgottesdienst rufen Maria Magdalena, Laurentius und Micha.

### Hauptgeläut und Uhrglocken in den Westtürmen
| Nr. | Name (Funktion)                 | Gussjahr | Gießer                                 | Durchmesser (mm) | Masse (kg) | Schlagton (HT-1/16) | Turm | Vorgängerinnen                         |
| 1   | Domina/Dunna (seit 2018 defekt) | 1999     | Kunst- und Glockengießerei Lauchhammer | 2255             | 8320       | g0 +6               | Süd  | 1195, vor 1454, 1457, 1860, 1876, 1928 |
| 2   | Osanna                          | 1454     | Johannes Floris                        | 1985             | 4820       | b0 −1               | Nord | ?                                      |
| 3   | Micha (Betglocke)               | 1997     | Kunst- und Glockengießerei Lauchhammer | 1523             | 2228       | d1 −7               | Nord | 1365, 1454 (vgl. Gl. 2), [1576?]       |
| 4   | Laurentius                      | 1514     | Hinrik van Kampen                      | 1245             | 1080       | e1 −4               | Nord | ?                                      |
| 5   | Maria Magdalena                 | 1514     | Hinrik van Kampen                      | 1070             | 0790       | fis1 −9             | Nord | ?                                      |
| I   | Stundenschlag-Glocke            | 1908     | Bochumer Verein                        | 1254             | 0850       | gis1 −7             | Süd  | 1845                                   |
| II  | Viertelschlag-Glocke            | 1908     | Bochumer Verein                        | 1015             | 0460       | ais1 −9             | Süd  | 1845                                   |

### Chorglocken im Mittelbau
Zu den täglichen Horen des Stundengebets riefen fünf kleinere Glocken aus dem 13. Jahrhundert, sogenannte Zuckerhutglocken, die im Mittelbau aufgehängt sind. Dazu gehörte ursprünglich eine weitere Glocke mit dem Namen Stinkstank, die aber verschollen ist. Ihr Ton soll zwischen dem der Glocken Sauerkohl und Stimpimp gelegen haben.
Die Chorglocken mit den volkstümlichen Namen werden heute meist in Kombination mit den großen Glocken verwendet.
Das Lämmchen wurde bei dem Konzert von 2008, welchem staatsanwaltliche Ermittlungen folgten, beschädigt und auf Kosten des Veranstalters repariert. Der Jahre zuvor wegen eines Risses verstummte Langhals wurde bei dieser Gelegenheit (der Konzertveranstalter finanzierte diese Reparatur gleich mit) auch instand gesetzt.
| Name      | Gusszeit | Durchmesser | Masse  | Schlagton (HT-1⁄16) |
| Bratwurst | 13. Jh.  | 737 mm      | 199 kg | c2 −2               |
| Sauerkohl | 13. Jh.  | 792 mm      | 291 kg | des2 −7½            |
| Stimpimp  | 13. Jh.  | 696 mm      | 229 kg | fis2 −6             |
| Langhals  | um 1200  | 646 mm      | 228 kg | fis2 +7             |
| Lämmchen  | um 1200  | 388 mm      | 045 kg | d3                  |

### Adämchen im Dachreiter
Mit der Wiederherstellung des Dachreiters kehrte die Glocke Adämchen 2010 an ihren ursprünglichen Ort zurück.
| Name     | Gusszeit | Gießer    | Durchmesser | Masse | Schlagton |
| Adämchen | um 1300  | unbekannt | 402 mm      | 56 kg | ~ dis3    |

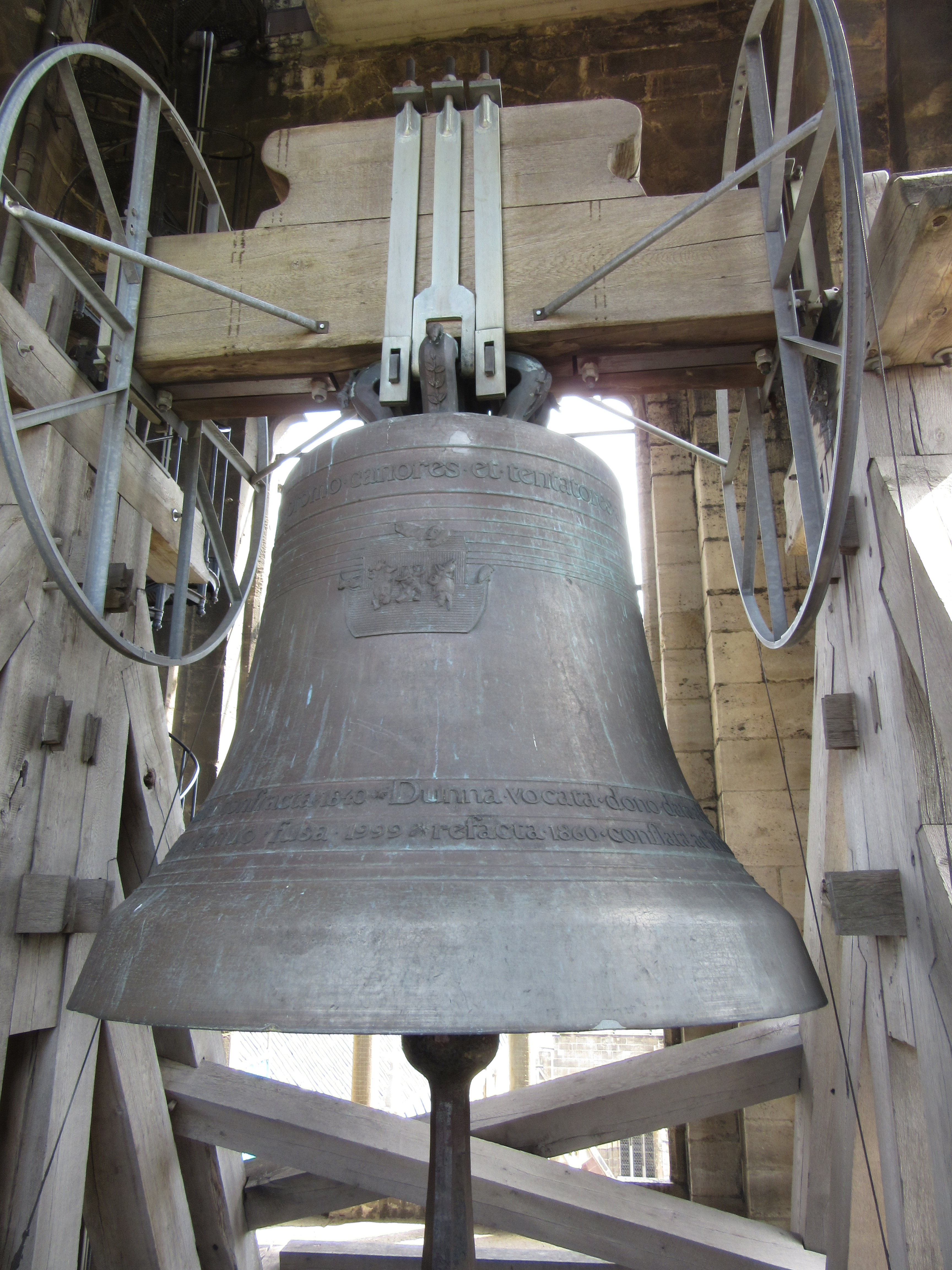
Glocke Dunna im Südturm
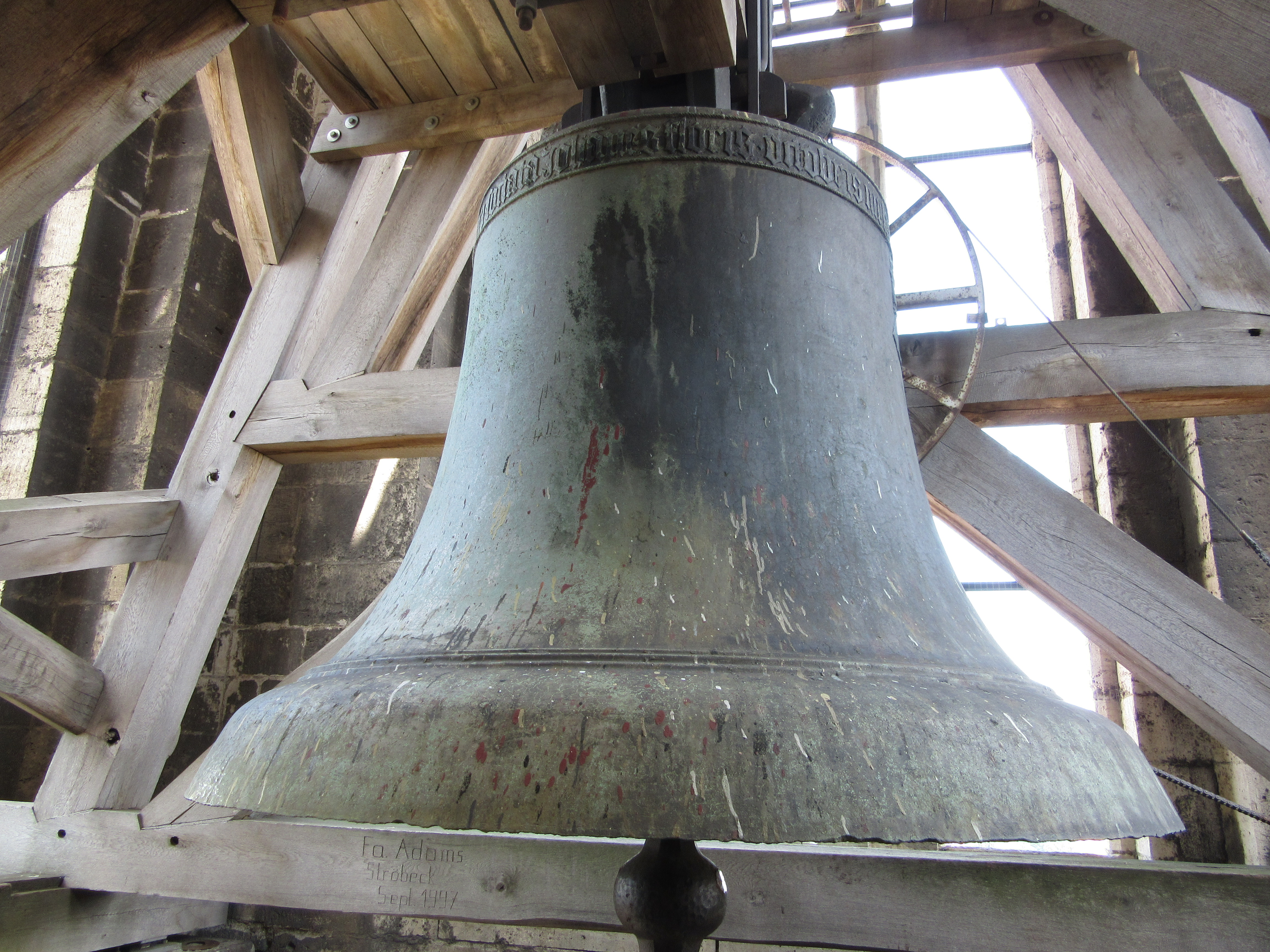
Glocke Osanna im Nordturm
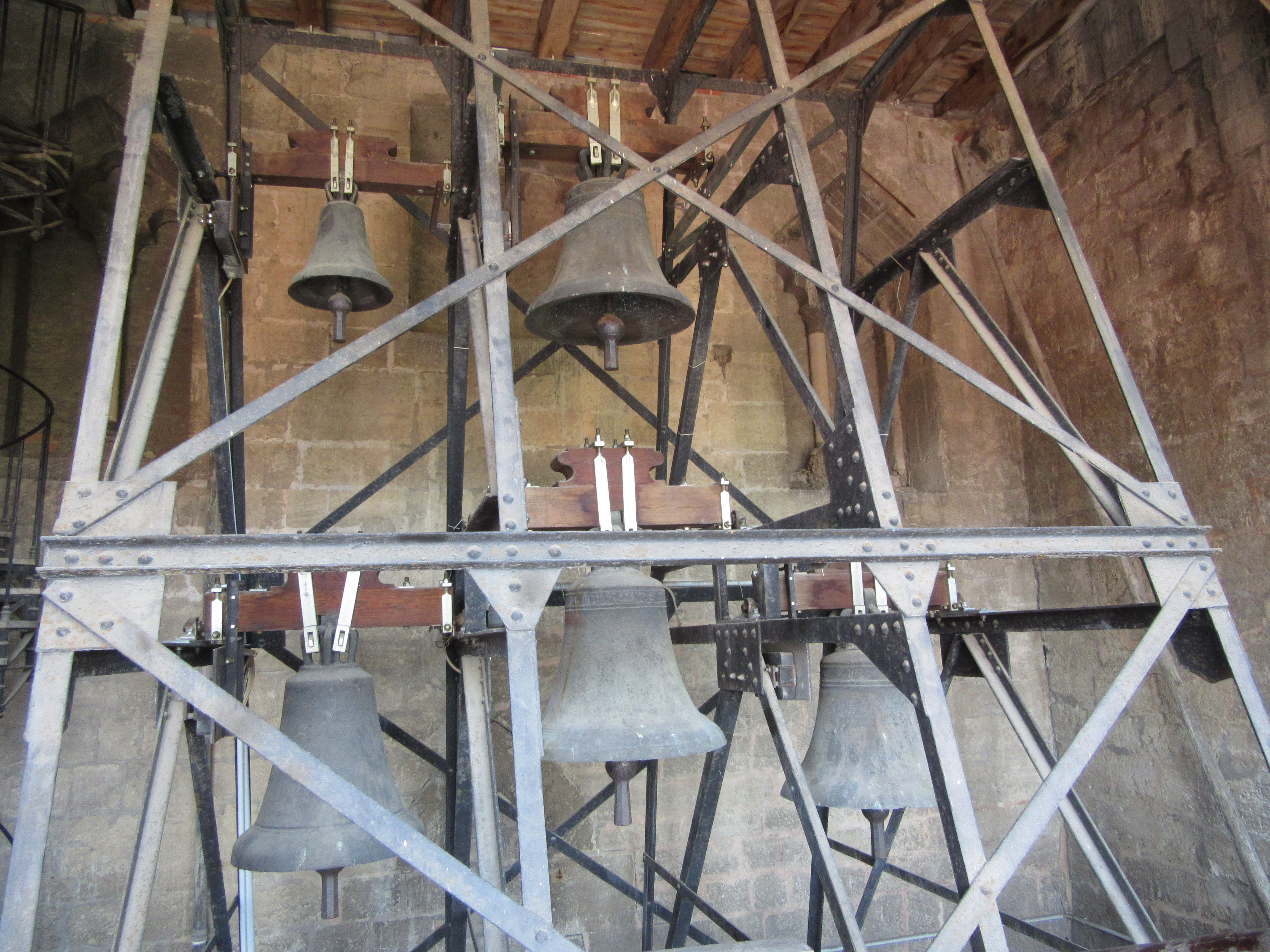
Chorglocken im Mittelbau
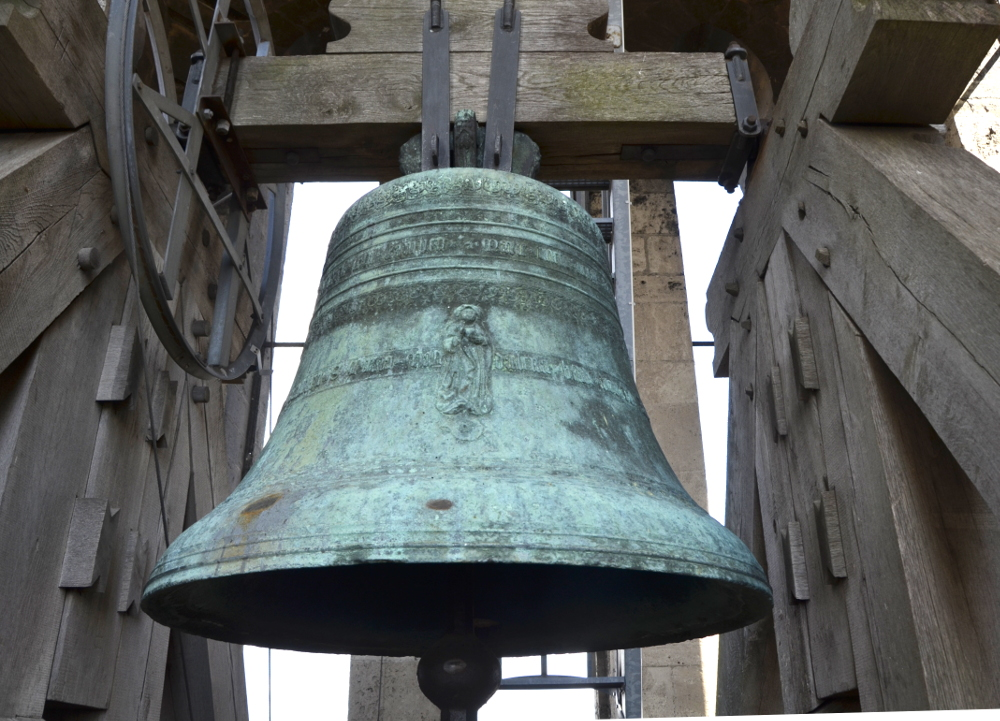
Glocke „Maria Magdalena“ im zweiten Glockengeschoss des Nordturms
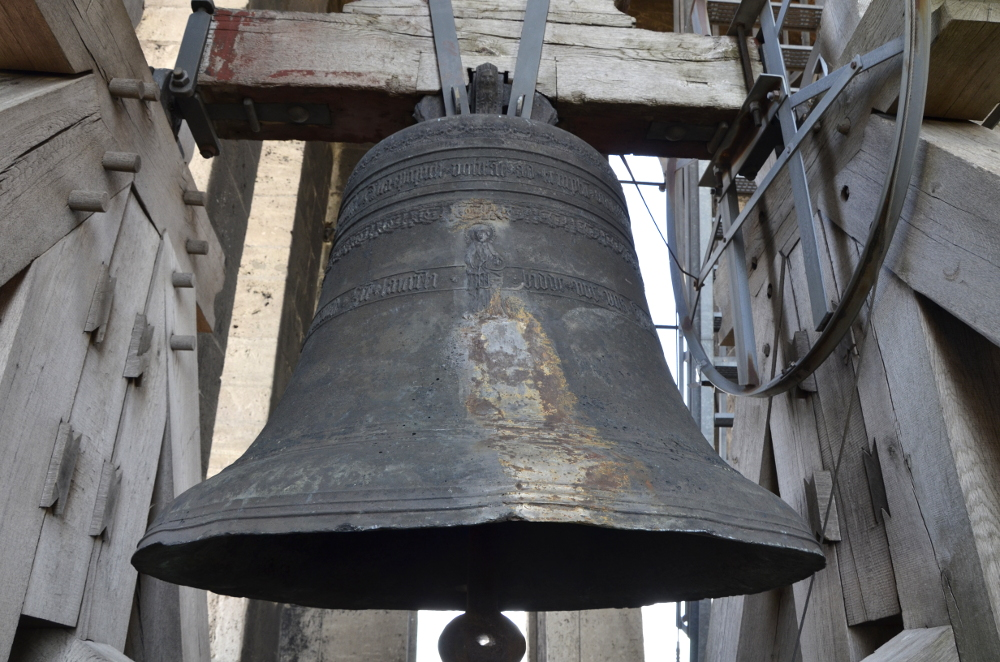
Laurentiusglocke im zweiten Glockengeschoss des Nordturms

## Galerie

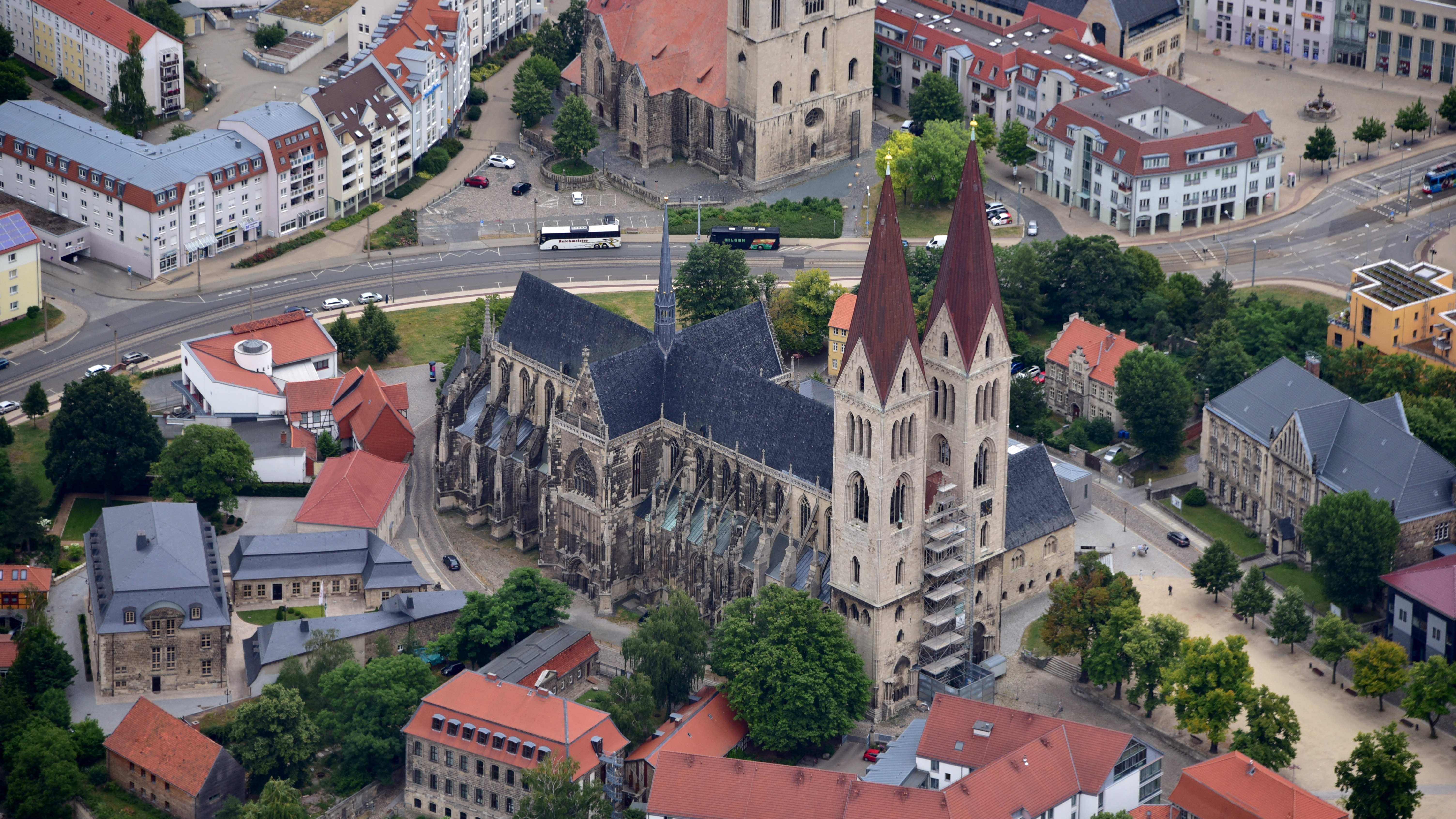
Dom zu Halberstadt, Luftaufnahme (2019)
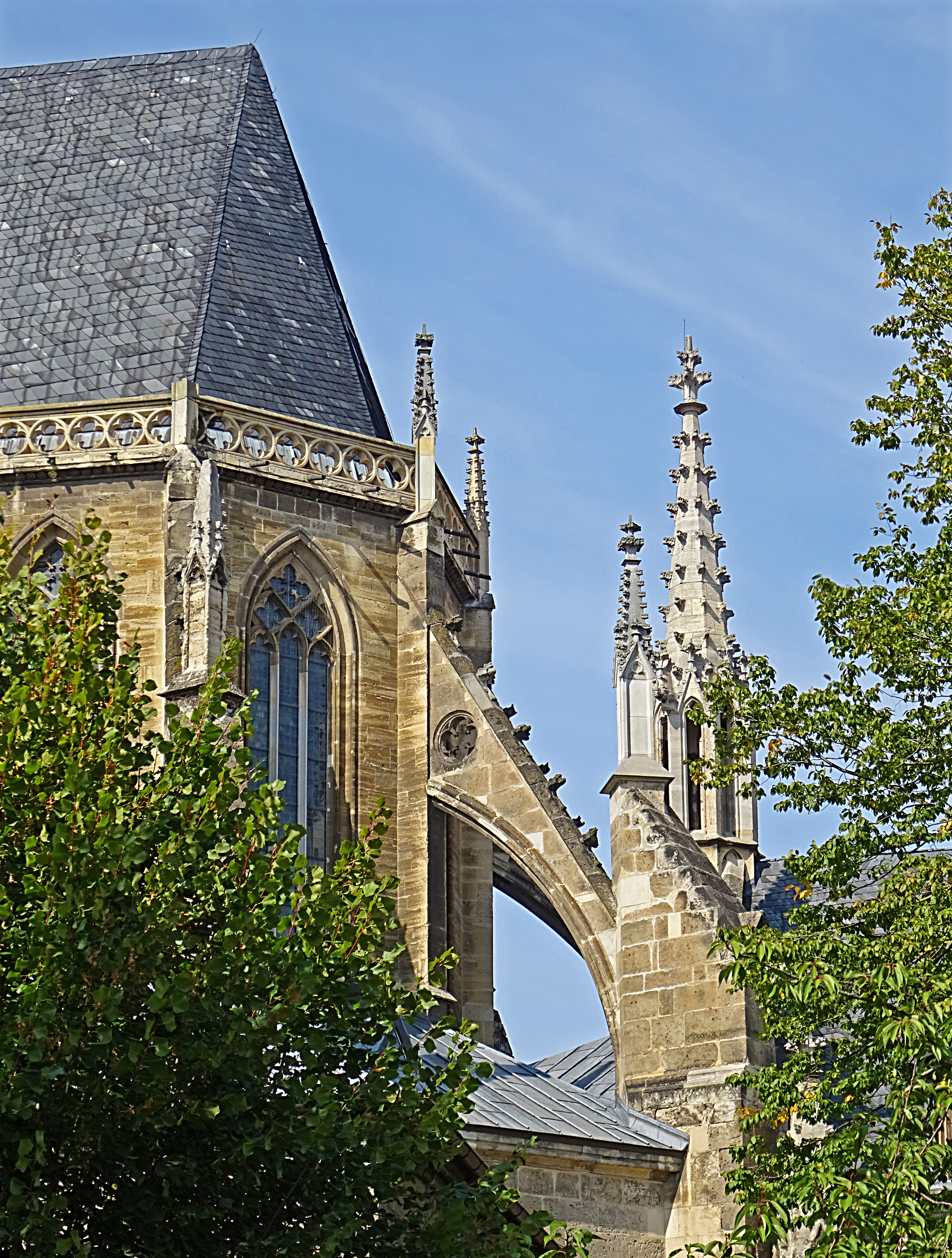
Strebewerk
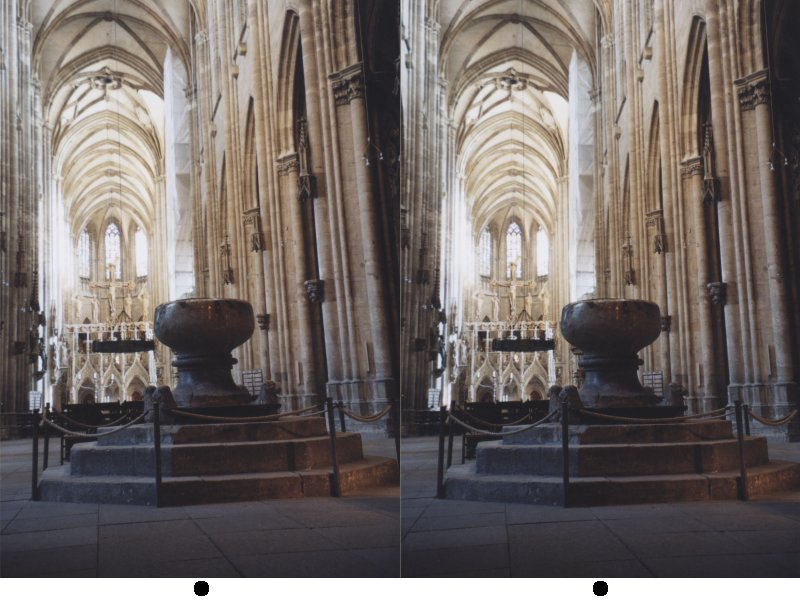
Mittelalterlicher Taufstein, Kreuzblick-3D-Foto
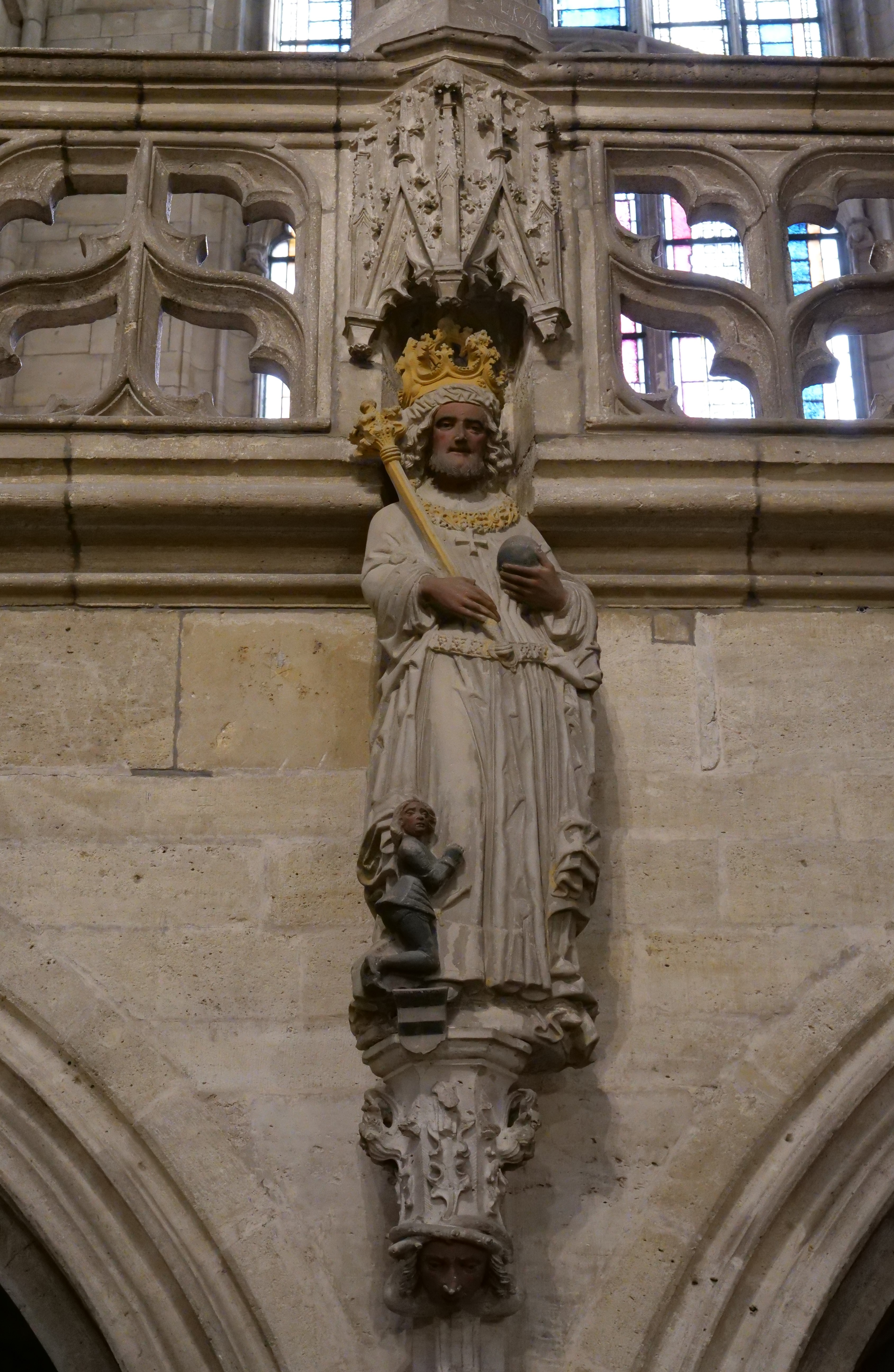
Steinskulptur
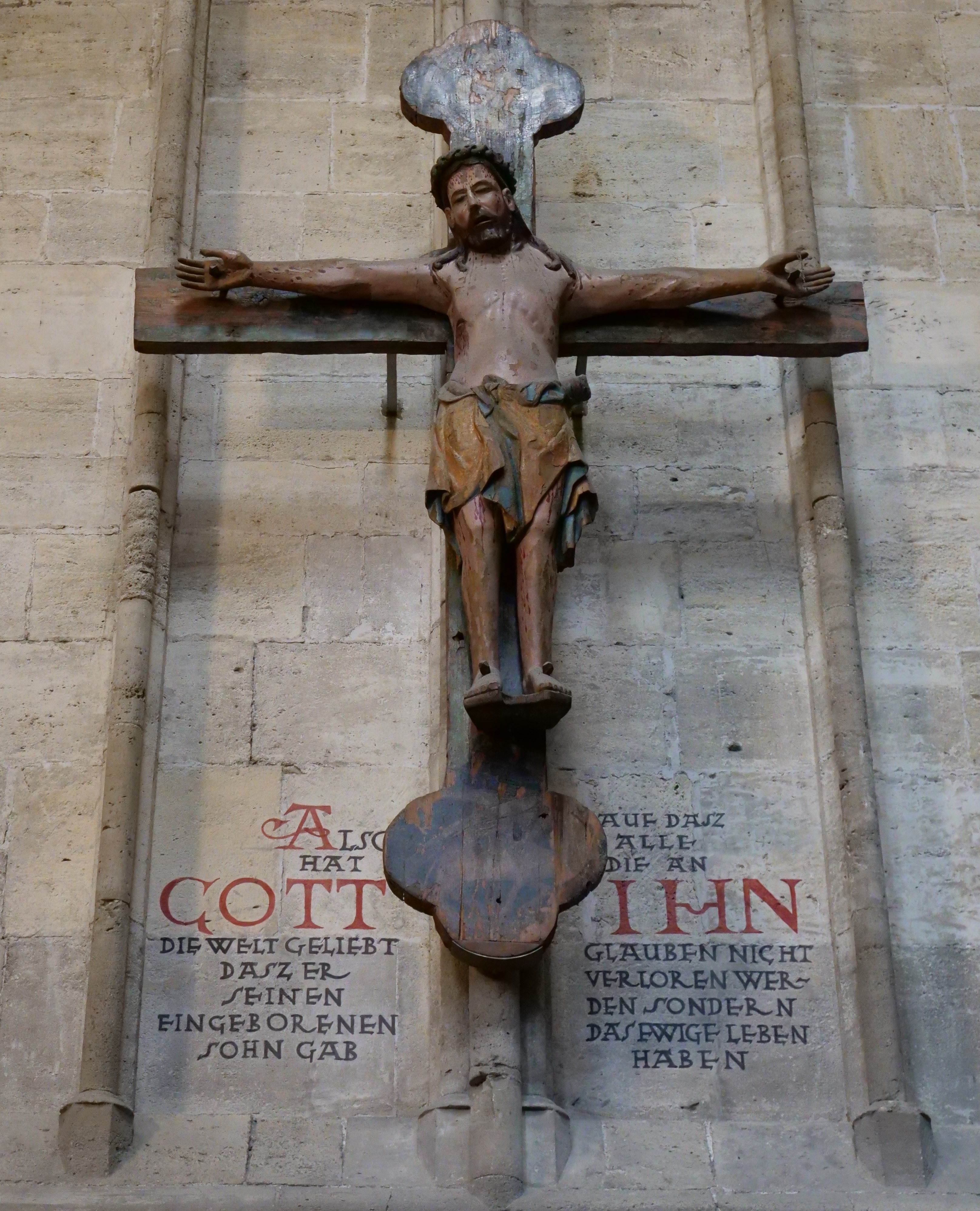
Kruzifix-Holzplastik
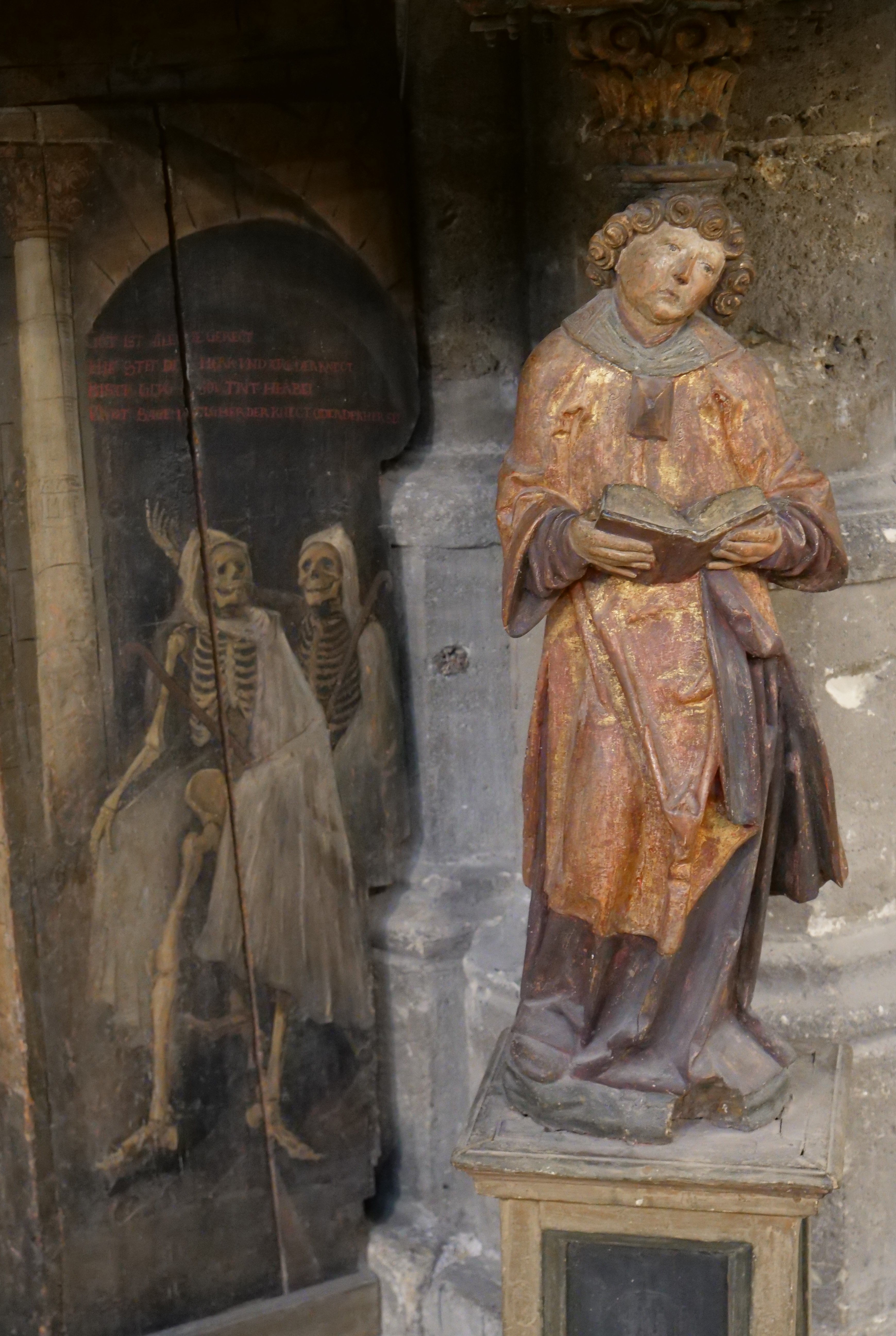
Kanzelfuß-Details

## Domschatz

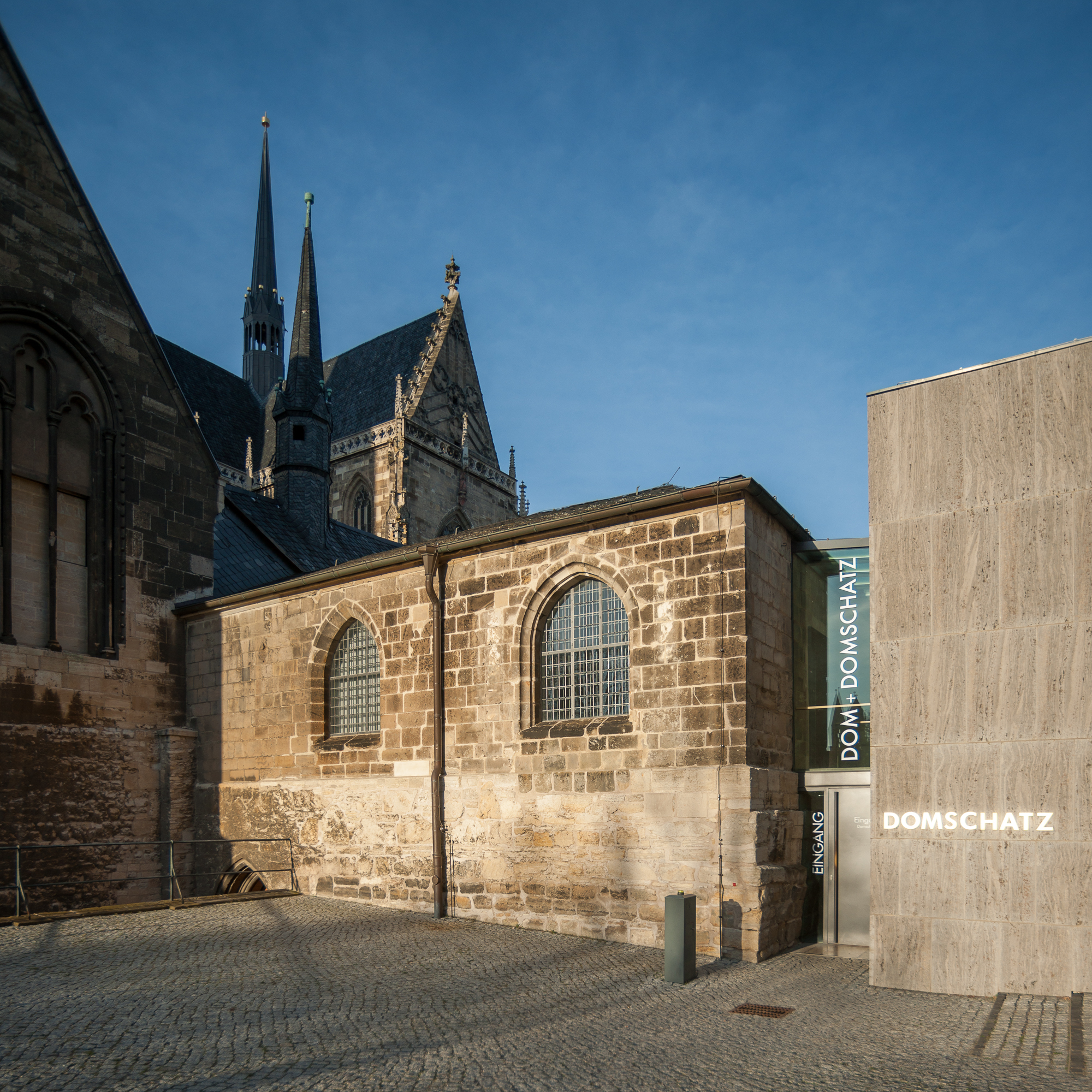
Eingang zur Ausstellung

Der Domschatz Halberstadt birgt in einzigartig umfangreicher Zahl Kunstwerke und Objekte, die zur einstigen Ausstattung des Gottesdienstes im Halberstädter Dom verwendet wurden. Der überwiegende Teil stammt aus dem Mittelalter und reicht bis in die Gründungszeit des Bistums Halberstadt zurück. Der Halberstädter Domschatz gilt als einer der wertvollsten und reichhaltigsten Europas. Aus der Fülle des Erhaltenen seien einige bedeutende Stücke hervorgehoben:
- Das Konsulardiptychon (Ravenna, 417)
- Der Schrank aus der Liebfrauenkirche mit Malereien in byzantinischer Art (2. Viertel 13. Jahrhundert)
- Der romanische Abraham-Engel-Teppich (um 1150)
- Der romanische Christus-Apostel-Teppich (beide älteste bekannte gewirkte Bildteppiche Europas – aus der 2. Hälfte des 12. Jahrhunderts)[21][22]
- Die byzantinische Weihbrotschale (2. Hälfte 12. Jahrhundert)
- Das venezianische Kristallkreuz (um 1300)
- Mehrere Armreliquiare und Reliquientafeln
- Ein Marientabernakel aus Elfenbein (Paris, um 1330)

## Bedeutung und Würdigung
„Viele Kirchen mögen prächtiger, merkwürdiger, kunstreicher sein als der Halberstädter Dom; dieser scheint mir von allen der edelste zu sein“

„Das wohl reinste deutsche Beispiel einer durch und durch verstandenen Gotik“

„Der Dom ist schön wie die Ewigkeit.“

Der Halberstädter Dom stand bis 1945 inmitten eines der bedeutendsten historischen Stadtdenkmäler Deutschlands. Durch die verheerenden Zerstörungen des Krieges und die nachfolgende Vernachlässigung haben sich nur noch Reste des einmaligen Stadtbildes dieses, ehemals „norddeutsches Rothenburg“ genannten Gesamtkunstwerkes erhalten. Dennoch besitzt Halberstadt mit seinem Dom und der viertürmigen romanischen Liebfrauenkirche noch zwei herausragende Denkmäler mittelalterlicher Baukunst.
Der Dom verfügt über eine in ungewöhnlich reichem Maße erhaltene mittelalterliche Ausstattung. Der Domschatz ist mit über 1250 erhaltenen Ausstattungsstücken der größte Domschatz außerhalb des Vatikans.

Blick von der Martinikirche zum Dom, noch ohne Dachreiter

## Maße
- Länge des Hauptschiffs: 102 m
- Gewölbehöhe des Hauptschiffs: ca. 27,0 m
- Höhe Seitenschiffe: 14,0 m
- Höhe der Türme: 91 m

## Kirchenmusik im Dom
Neben den Orgelkonzerten finden regelmäßig auch Konzerte mit anderen Instrumenten im Dom statt.
Orgelkonzerte, bei denen der Eintritt frei ist, finden jeden Samstag um 12 Uhr nach dem Geläute statt. 
Jedes Jahr gibt es im September den Halberstädter Orgeltag.